# Personaggi di Streghe

## Personaggi principali

### Prue Halliwell

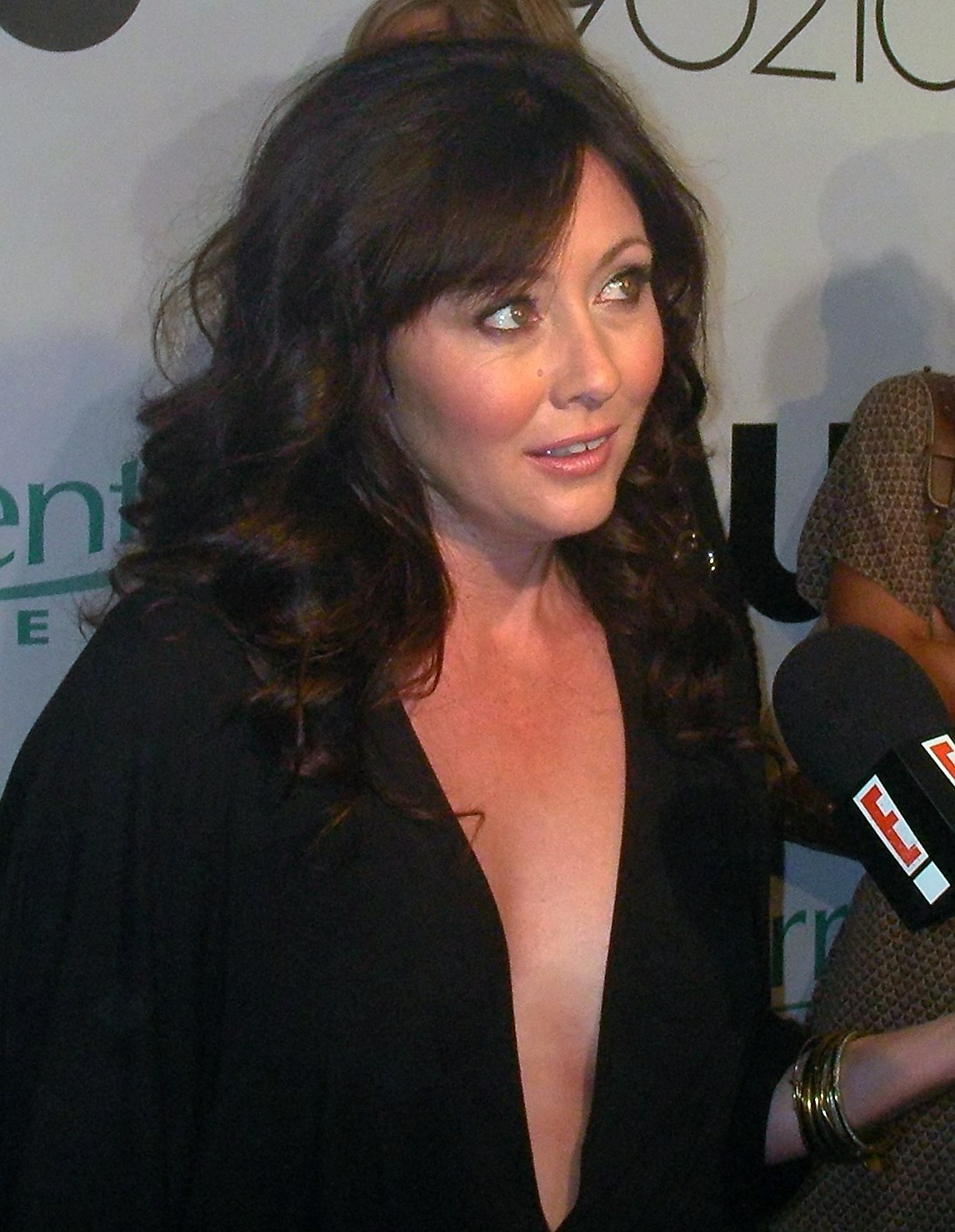
Shannen Doherty interpreta Prue Halliwell

Prudence "Prue" Halliwell (stagioni 1-3), interpretata da Shannen Doherty, doppiata da Barbara Berengo Gardin.
È la sorella maggiore (28 ottobre 1970), figlia di Patty Halliwell e Victor Bennett. Ha un carattere molto forte: è determinata, iperprotettiva, responsabile e qualche volta troppo orgogliosa. Lavora dapprima in un museo che lascerà nel primo episodio, in seguito alla casa d'aste Buckland, poi come fotografa. I suoi poteri sono la telecinesi (considerato il potere più forte fino a quando Piper assume il potere dell'accelerazione del flusso molecolare), con la quale può spostare gli oggetti, e la proiezione astrale che le permette di sdoppiarsi. Assume inoltre il potere dell'empatia, che inizialmente non sarà in grado di controllare, ma poi riuscirà a dominarlo fino a quando se ne libererà spontaneamente. Ha un talento per le arti marziali, superato dopo la sua morte da Phoebe (poiché ella riesce a combinarlo con la levitazione). Nel corso della serie, Prue avrà una relazione amorosa prima con Andy Trudeau, l'amore della sua vita, e poi, dopo la morte di quest'ultimo, con il collega Jack Sheridan. Muore nell'ultimo episodio della terza stagione, uccisa dal demone Shax, l'assassino personale della Sorgente.
Nella 9ª stagione a fumetti si incarnerà nel corpo di una giovane strega di nome Patience. Dopo essersi riunita con le sorelle e aver conosciuto Paige e i suoi nipoti, diventerà la protettrice del Tutto.
- Poteri individuali:
  - Telecinesi
  - Levitazione telecinetica
  - Forza sovrumana combinata alla telecinesi e alla levitazione telecinetica
  - Proiezione astrale
  - Telerilevamento (raggiunge tale potere inconsapevolmente poco prima della sua morte)
  - Localizzazione con il pendolo
  - Preparazione di pozioni
  - Formulazione di incantesimi

### Piper Halliwell

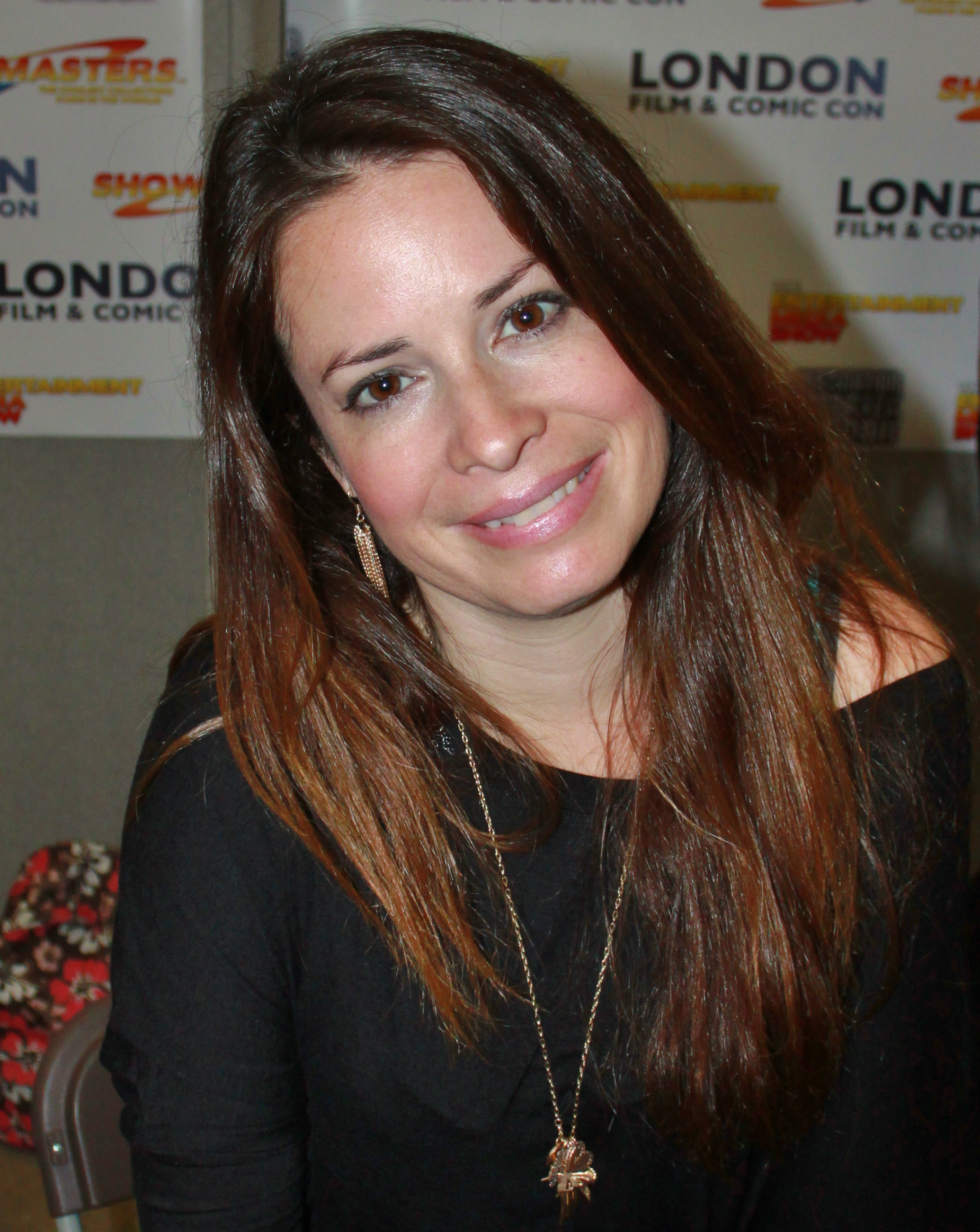
Holly Marie Combs interpreta Piper Halliwell

Piper Halliwell (stagioni 1-8), interpretata da Holly Marie Combs, doppiata da Barbara De Bortoli.
È la secondogenita (7 agosto 1973), figlia di Patty Halliwell e Victor Bennett. Quando Prue è ancora in vita, Piper si caratterizza per il suo comportamento timido, mite e insicuro; dopo la morte della sorella maggiore, Piper rafforza il proprio carattere e diventa più sicura e spesso irascibile. I suoi poteri sono la stasi e l'accelerazione molecolare che le permettono di bloccare e/o far esplodere corpi animati e inanimati; assume il potere dell'accelerazione molecolare alla fine della terza stagione, con il quale riesce a prendere il posto di Prue come sorella maggiore e strega più forte del Trio, poiché in grado di eliminare demoni di livello inizialmente basso e in seguito anche superiore, senza dover pronunciare un incantesimo o creare una pozione. Come strega si rivela molto dotata nell'arte di creare pozioni, probabilmente perché somiglianti a ricette di cucina per le quali è molto portata. Sposa l'angelo bianco Leo Wyatt, da cui ha tre figli: Wyatt Matthew Halliwell, Christopher Halliwell e Melinda Halliwell (quest'ultima si intravede nell'episodio finale della serie, quando Piper racconta ciò che è stato della sua vita dopo la sconfitta del Potere Supremo). Nell'ambito lavorativo dapprima ottiene lavoro come gestrice di un ristorante, in seguito apre un locale: il P3, che terrà per più stagioni, fino a quando decide di aprire un ristorante tutto suo e di fare la chef. Nell'ultima parte dell'episodio finale Piper che ormai è anziana e matriarca della famiglia Halliwell, legge alla nipotina la storia delle streghe del Trio scritta sul Libro delle Ombre. Piper è l'unico personaggio ad essere apparso in tutti gli episodi, compreso quello pilota.
Nella serie a fumetti pubblicata nel 2010 da Zenescope Entertainment viene confermato che Piper e Leo avranno una terza figlia, Melinda; viene inoltre rivelato che tutti e tre i figli di Piper erediteranno il potere della zia Prue, la Telecinesi.
- Poteri individuali:
  - Stasi molecolare (potere bloccante)
  - Accelerazione molecolare (potere esplosivo)
  - Proiezione astrale (acquisisce questo potere nelle ultime stagioni)
  - Metamorfosi (acquisisce questo potere nelle ultime stagioni)
  - Localizzazione con il pendolo
  - Preparazione di pozioni (è la strega che riesce a conferire maggior forza alle pozioni da lei preparate)
  - Formulazione di incantesimi

### Phoebe Halliwell

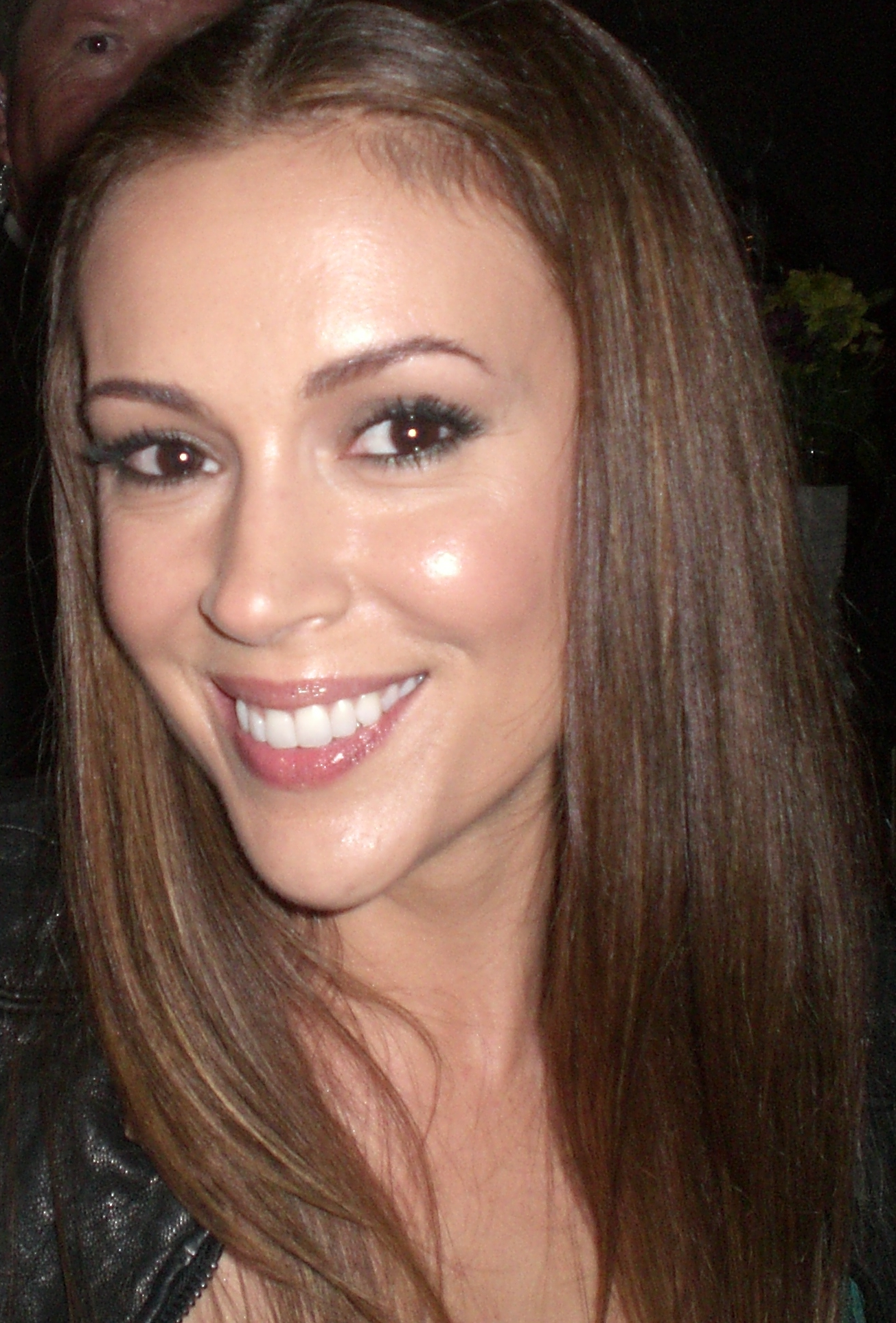
Alyssa Milano interpreta Phoebe Halliwell

Phoebe Halliwell (stagioni 1-8), interpretata da Alyssa Milano, doppiata da Maura Cenciarelli.
È la terza sorella (2 novembre 1975), figlia di Patty Halliwell e Victor Bennett. Ha un carattere estroverso e molto aperto. È comunque la sorella più sensibile e passionale. La morte della sorella maggiore Prue la cambia molto: Phoebe diventa più matura e, trovandosi ad essere la sorella mediana, sviluppa un forte senso di equilibrio. Phoebe ha il potere della premonizione (può quindi vedere il futuro), di vedere il passato, di entrare fisicamente in una sua premonizione (premonizione astrale), della levitazione (che impara a combinare con le arti marziali kick-box) e dell'empatia. Per un breve periodo, offuscata dal male che porta in grembo, diviene regina degli Inferi regnando accanto a Cole e usufruendo del potere del fuoco, che poi perde non appena il feto viene assorbito dalla Veggente, eliminata assieme ad esso dalle sorelle prima che potesse diventare la nuova Sorgente. Inizialmente Phoebe lavorava a New York, ma dopo essere stata licenziata si trasferisce a San Francisco dalle sorelle Prue e Piper dove dapprima lavora come chiromante e in seguito prova diverse altre occupazioni. Comprende poi che la sua più grande passione è la psicologia e si riscrive all'università ottenendo la laurea. L'occasione della sua vita si presenta quando trova impiego al giornale The Bay Mirror, dove si occupa della rubrica di consigli "Chiedi a Phoebe", nella quale risponde alle domande di cuore dei lettori e, contemporaneamente, decisa ad aumentare la sua abilità nel dare consigli ottiene la specializzazione in Psicologia riscrivendosi nuovamente all'università.
Dopo la lunga e tormentata relazione con Cole ed altre meno importanti storie finite male, sposa Coop (un Cupido) con il quale avrà tre figlie: PJ, Parker e Peyton (presenti nell'episodio conclusivo della serie).
Nella serie a fumetti le figlie di Phoebe acquisteranno i poteri della madre, infatti oltre ai poteri da cupido PJ avrà il potere della premonizione, Parker dell'empatia e Peyton della levitazione.
- Poteri individuali:
  - Premonizione (visioni del futuro)
  - Retrocognizioni (visioni del passato)
  - Veggenza parallela (visioni di eventi che avvengono in realtà parallele ed in altre dimensioni)
  - Veggenza astrale (capacità di entrare fisicamente all'interno di una sua visione, e di stabilire un contatto ed un controllo telepatico con i protagonisti delle sue visioni)
  - Levitazione (acquisisce questo potere dopo averlo desiderato e ricevuto grazie ad un genio, e successivamente le verrà donato dagli Anziani; le permette di sollevarsi in aria, stazionare e muoversi in aria, ed in alcuni casi volare, superando notevolmente il potere della levitazione telecinetica di Prue)
  - Forza sovrumana combinata alla levitazione
  - Empatia (captando le emozioni altrui, anche quelle degli esseri soprannaturali, riesce ad utilizzare sul momento qualsiasi tipo di potere magico)
  - Proiezione astrale (acquisisce questo potere nelle ultime stagioni)
  - Metamorfosi (acquisisce questo potere nelle ultime stagioni)
  - Localizzazione con il pendolo
  - Preparazione di pozioni
  - Formulazione di incantesimi (è la strega più potente in questa arte magica e colei che meglio conosce il Libro delle Ombre)

### Paige Matthews

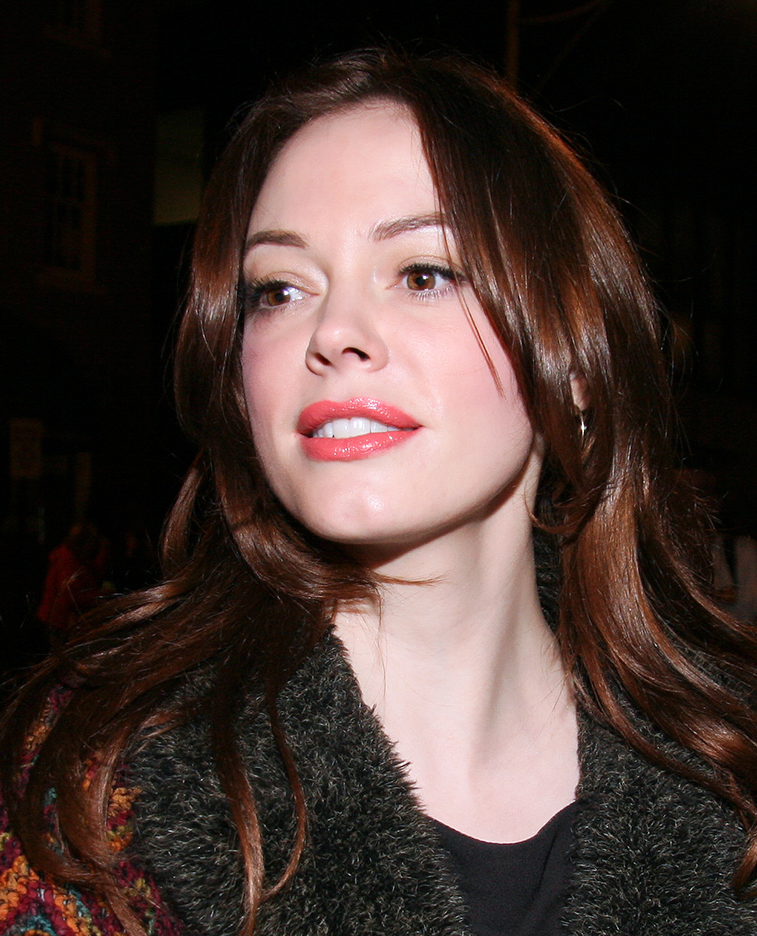
Rose McGowan interpreta Paige Matthews

Paige Matthews (stagioni 4-8), interpretata da Rose McGowan, doppiata da Emanuela D'Amico.
È la sorella più giovane delle Halliwell (2 agosto 1977), figlia illegittima di Patty Halliwell che segretamente aveva una relazione con il suo angelo bianco Sam Wilder. Paige cresce lontana dalla madre, dalla nonna e dalle sorelle maggiori, poiché adottata da una coppia di mortali fino a quando, dopo la morte di Prue, viene a conoscenza della sua natura di strega e si unisce a Piper e a Phoebe nella lotta contro il male. Inizialmente non riesce ad adattarsi a questa nuova vita, abituata fino ad allora a essere indipendente, e spesso pensa di non poter reggere il confronto con Prue, ma dopo poco tempo inizia ad amare la sua vita da strega e a sentirsi ben accolta dalle nuove sorelle. Paige ha un carattere indipendente, espansivo e qualche volta avventato. Tuttavia è molto leale e altruista. È anche piuttosto testarda, come Piper. Decide di mantenere il cognome dei suoi genitori adottivi per amore e rispetto. I poteri conosciuti di Paige sono: la telecinesi orbitante (una variante alla telecinesi di Prue in quanto è per metà angelo bianco), la percezione del male nelle persone e negli oggetti e l'orbitazione. Col tempo impara anche a modificare il proprio aspetto e, dall'ottava stagione, a guarire le ferite e a sentire il richiamo dei protetti come tutti gli angeli bianchi. Quando conosce le sorelle lavora come assistente sociale, poi si licenzia per essere una strega a tempo pieno; in seguito inizia a lavorare in un negozio alimentare, successivamente abbandona il lavoro e diviene preside della Scuola di Magia, ruolo che decide di lasciare al cognato Leo. Paige sposa Henry Mitchell, dal quale ha due gemelle, Tam e Kat, e un terzo figlio adottato, Henry Jr. (tutti presentati nell'ultimo episodio della serie).
Nella serie a fumetti le figlie di Paige avranno poteri simili a quelli della zia Piper: Tam avrà il potere della combustione molecolare e dell'accelerazione molecolare, mentre Kat quello dell'immobilizzazione molecolare. In seguito ad eventi straordinari anche Henry Jr, nato umano, acquisterà il potere della Criocinesi, come la vita passata di Prue.
- Poteri individuali:
  - Orbitazione
  - Telecinesi orbitante
  - Levitazione telecinetica orbitante
  - Potere guaritore
  - Proiezione astrale
  - Telerilevamento
  - Lumocinesi (potere di creare e manipolare la luce)
  - Metamorfosi
  - Localizzazione con il pendolo
  - Preparazione di pozioni
  - Formulazione di incantesimi

## Comprimari

### Andy Trudeau
Andrew "Andy" Trudeau (stagione 1), interpretato da Ted King, doppiato da Vittorio Guerrieri.
È un ispettore della polizia di San Francisco e partner di Darryl. Amico di famiglia fin dall'infanzia come si vede nella puntata; Viaggio nel tempo. Al liceo era stato il ragazzo di Prudence Halliwell. Si rincontrarono nel corso della prima serie, durante la quale rivela di non aver mai dimenticato Prue. Verso la fine della prima stagione scopre il segreto delle sorelle. Muore nel tentativo di salvarle dall'ispettore Rodriguez che gli lancia una sfera di energia nell'ultimo episodio della prima stagione.

### Darryl Morris

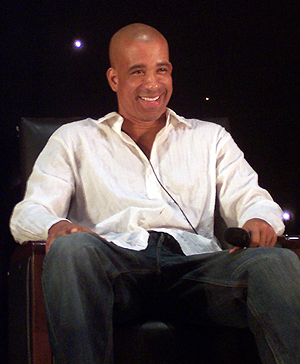
Darryl Morris, interpretato da Dorian Gregory

Darryl Morris (stagioni 1-7), interpretato da Dorian Gregory, doppiato da Christian Iansante.
È un ispettore ed in seguito tenente della polizia di San Francisco e partner dell'ispettore Trudeau ed in seguito dell'ispettore Sheridan. Ha una moglie e due figli. Da quando conosce il segreto delle sorelle, è stato di grande aiuto per loro coprendole nei casi irrisolti relativi all'attività magica delle sorelle. Figlio di Luther Morris, apparso nella puntata Witchstock.
Ad un certo punto la sua amicizia con le sorelle Halliwell inizia ad incrinarsi a causa dei rischi che corre per aiutarle. Nell'episodio 6x19, Streghe sotto processo, Darryl uccide un killer che era posseduto da un fantasma, ma viene visto dalla detective Sheridan posseduta anche lei da uno spettro. Per evitare che la magia venga esposta, i Pulitori fanno credere ad altre persone che Darryl abbia ucciso intenzionalmente, e riescono a farlo incarcerare nel braccio della morte. Nel momento in cui Darryl sta per essere condannato a morte, le sorelle fanno un accordo con il tribunale magico e così i Pulitori interrompono tutto e viene salvato. Darryl tuttavia rimane traumatizzato da ciò che è successo e da allora in poi si rifiuta di collaborare con le Prescelte e di coprirle. Successivamente arresta Chris per aver rubato un'auto mentre provava a catturare un demone nell'episodio Nell'arco di una giornata.
Nella Stagione 8 è stato escluso dal cast di Streghe a causa del taglio di budget; così nella serie il tenente Morris viene trasferito per motivi non specificati alla polizia di New York.

### Leo Wyatt

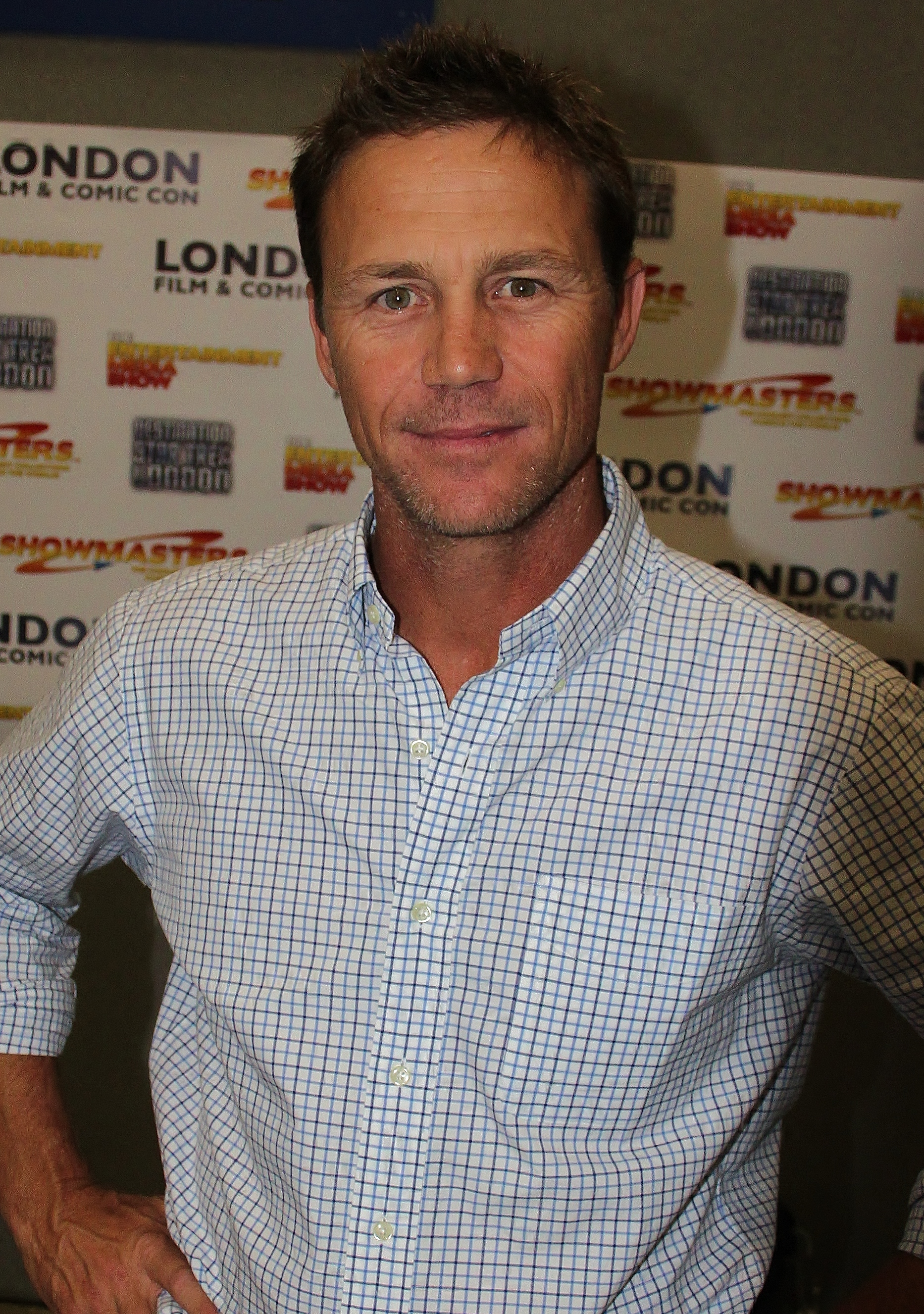
Brian Krause interpreta Leo Wyatt

Leonardo "Leo" Wyatt (stagioni 1-8), interpretato da Brian Krause, doppiato da Massimiliano Alto.
È l'angelo bianco delle sorelle ed ha il compito di proteggerle. Nella sua precedente vita da mortale si era sposato con Lillian ed era un medico caduto durante la Seconda guerra mondiale (a Guadalcanal) mentre prestava soccorso ad altri soldati; questo fu uno dei motivi per cui fu nominato Angelo Bianco dagli Anziani.
Leo si innamora di Piper e la sposa (al terzo tentativo) (episodio 3.15, Finalmente sposi), anche se non sarebbe permesso agli angeli bianchi sposare le streghe. Avranno due bambini, Wyatt e Chris. Nell'episodio Viaggio nel futuro sembra che Leo e Piper abbiano invece una figlia femmina, Melinda; in realtà si tratta solo di una realtà alternativa, quindi nella realtà questa terza figlia non esiste. Alla fine della quinta serie diventa un Anziano, mentre nell'episodio della settima stagione Gli angeli custodi diventa un'Incarnazione tradendo gli Anziani. Dopo la sconfitta delle Incarnazioni, gli Anziani lo sottopongono ad una prova per stabilire se farlo ritornare un Anziano oppure se farlo ritornare umano e rimandarlo dalla sua famiglia: lo mandano sulla terra privo di memoria e poteri e osservano come agisce. Alla fine Leo sceglie Piper, così diventa di nuovo un essere umano senza poteri.
All'inizio dell'ottava stagione Piper viene a sapere dall'Angelo della Morte che Leo sta per morire. Le tre sorelle fanno di tutto per salvargli la vita, invocano un Anziano e un'Incarnazione per convincerli a salvarlo, ma senza successo. Alla fine ci riescono facendo un patto con l'Angelo del Destino: Leo viene ibernato e portato via dall'angelo del destino che lo riporterà indietro solo se riusciranno a sconfiggere un potentissimo nemico. Alla fine le streghe sconfiggendo Christy e la Triade riavranno indietro Leo.
Con i poteri d'angelo bianco può orbitare, curare le ferite, cambiare il proprio aspetto, parlare la lingua del protetto, sentire il richiamo del protetto e levitare. 
Quando diventa un Anziano assume (continuando ad usufruire dei poteri d'angelo bianco) il potere di creare saette dalle proprie mani. Infine, non appena diventa un'Incarnazione, può resuscitare i morti, bloccare il tempo, andare indietro nel tempo e tutto quello che può fare un'Incarnazione.
Nella serie a fumetti pubblicata nel 2010 da Zenescope Entertainment Piper e Leo avranno una terza figlia che si chiamerà appunto Melinda.
Quest'ultima, nonostante sia stata concepita dopo che Leo è tornato ad essere mortale, è anch'essa metà strega e metà Angelo bianco, in quanto una parte di Angelo bianco è rimasta nel DNA di Leo e dunque questo permette una trasmissione dei poteri di Angelo bianco alla figlia (questo viene inoltre agevolato da un intervento degli Anziani, che confidano nel fatto che lei e i due fratelli, tutti e tre di sangue misto, possano ricreare un nuovo Potere del Trio in futuro molto più potente del precedente).

### Dan Gordon

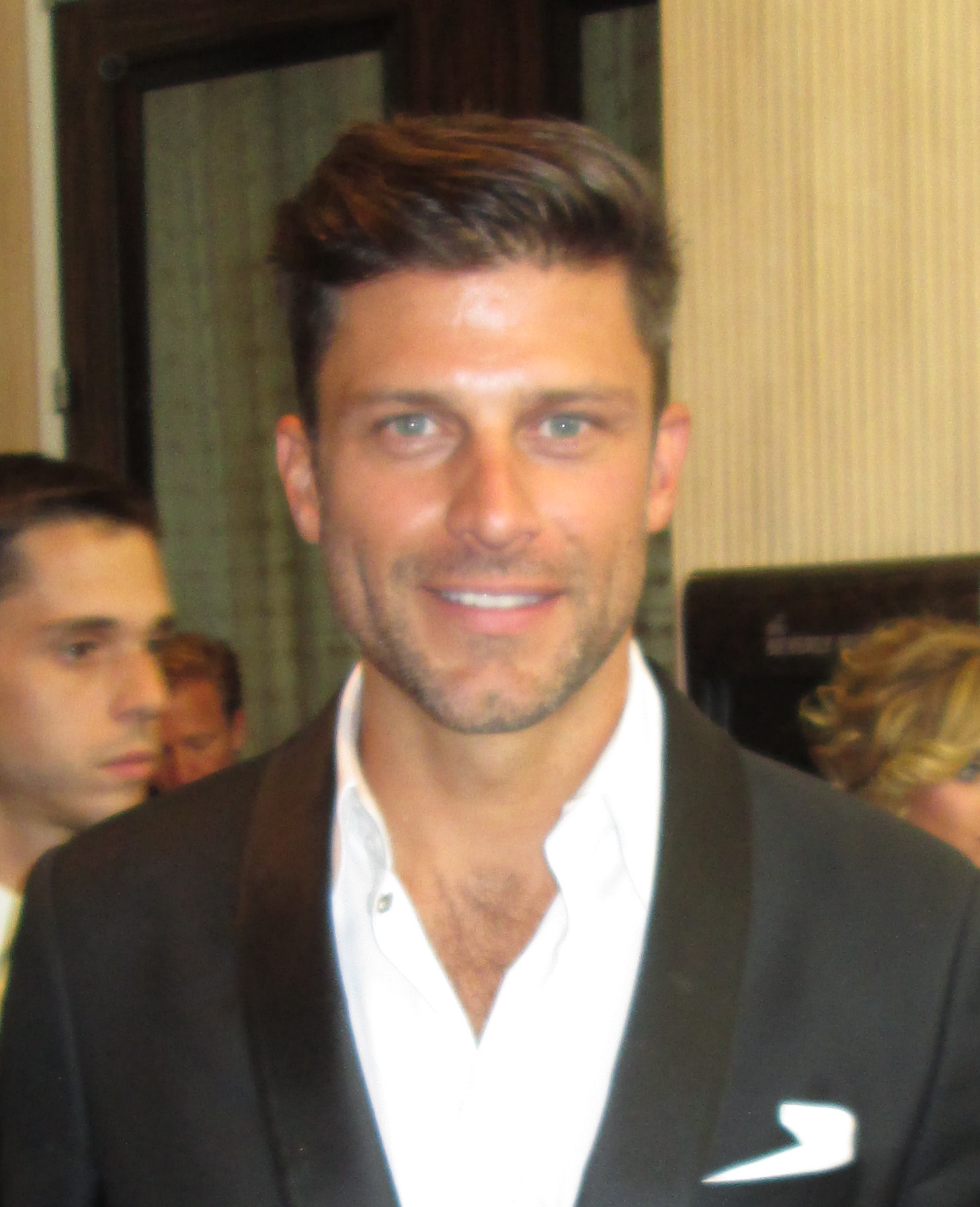
Greg Vaughan interpreta Dan Gordon

Dan Gordon (stagione 2), interpretato da Greg Vaughan, doppiato da Giorgio Borghetti.
È il vicino di casa delle Halliwell, immediatamente attratto da Piper. Ha giocato come terza base per i Seattle Mariners finché non si è rotto un ginocchio, poi è entrato nel campo delle costruzioni. Pur non essendo a conoscenza del segreto delle sorelle, capisce che nascondono qualcosa. Quando Piper scopre di sentirsi attratta da lui, lo sceglie al posto di Leo perché le sembra più facile far funzionare la loro relazione. Avendo capito che Piper gli nasconde qualcosa, Dan diviene molto geloso, in particolar modo di Leo, dato che è a conoscenza della loro passata relazione e vede come Piper tenga a lui.
In seguito Leo viene reso di nuovo mortale dagli Anziani perché ha violato le regole salvando Piper da una terribile malattia (Il risveglio), così decide di mettersi in competizione con Dan per il cuore di Piper, che si rende conto di amarlo ancora nonostante tutte le difficoltà e così rompe con Dan. Questi, non conoscendo il segreto di Leo e notando il suo comportamento sospetto, chiede al cognato, che lavora per il Dipartimento di Stato, di indagare su di lui. Venendo a sapere che l'unico Leo Wyatt che sia mai esistito è morto nella seconda guerra mondiale rivela tutto a Piper, che gli confessa di sapere già tutto. Successivamente, dopo altri problemi delle sorelle in cui egli viene coinvolto, Piper decide di chiedere ad un genio il desiderio che Dan si dimentichi di lei e di tutto quello che hanno avuto insieme così che possa andare avanti con la sua vita. Dopo di ché, l'uomo si trasferisce a Portland.

### Jenny Gordon
Jenny Gordon (stagione 2), interpretata da Karis Paige Bryant, doppiata da Letizia Ciampa.
Jenny è una ragazzina amichevole e nonostante sia piccola si dimostra un'amica per le sorelle Halliwell, in particolare per Phoebe. Va a vivere a San Francisco con lo zio Dan perché i suoi genitori lavorano per il dipartimento di stato ed in quel momento sono nell'Arabia Saudita. È un personaggio principale (lo conferma il fatto che nella sigla è indicata tra i personaggi principali), ma appare in soli quattro episodi. Il primo di questi è l'episodio 2x01, in cui si trasferisce a San Francisco con suo zio. Nell'episodio Jenny utilizza il telefono delle sorelle Halliwell per chiamare i genitori dopo un'incomprensione con lo zio e fa amicizia con Phoebe, che le offre la propria disponibilità ad aiutarla in qualsiasi momento.
Nell'episodio 2x03 Jenny si rivolge a Piper chiedendole di aiutarla in una ricerca scolastica sulla sessualità, ma poi Piper viene intrappolata in un quadro magico e così l'aiuta Phoebe. Phoebe però non ha tempo perché deve salvare le sorelle imprigionate nel quadro maledetto e la manda a casa dopo aver disegnato su un foglio di carta degli spermatozoi in prossimità di una cellula uovo (sul foglio di carta vicino agli spermatozoi c'era scritto "loro" e vicino alla cellula uovo c'era scritto "noi").
Nell'episodio 2x04 viene aggredita da un demone e viene salvata dalle sorelle Halliwell.
Appare per l'ultima volta nell'episodio 2x06 in cui fa amicizia con Kyle, un ragazzo destinato a sconfiggere una strega malvagia. Nell'episodio 2x09, Dan (che in quel momento è il ragazzo di Piper) dice a Piper che Jenny è tornata a casa dai suoi.

### Cole Turner

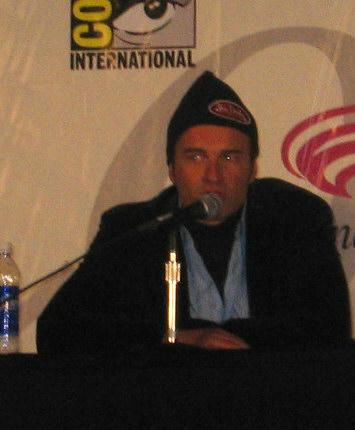
Julian McMahon interpreta Cole Turner

Cole Turner\Belthazor (stagioni 3-5, 7), interpretato da Julian McMahon, doppiato da Roberto Certomà.
Cole viene mandato dalla Triade (che lavora per la Sorgente) per uccidere le tre streghe (allora Prue, Piper e Phoebe). Avendo avuto un padre mortale e una madre demone, Cole ha una parte umana (Cole) e una demoniaca (Belthazor). Innamoratosi di Phoebe, decide di reprimere la sua parte demoniaca e questo lo spinge a uccidere i componenti della Triade per non dover scontare la pena del tradimento. Dopo essere stato inseguito da cacciatori di taglie inviate dalla Sorgente, le streghe del Trio lo scoprono e decidono di eliminarlo. Phoebe però si è innamorata di lui, quindi decide di salvarlo e finge di averlo ucciso mostrando alle sorelle la giacca di Cole sulla quale aveva gettato la pozione che serviva a distruggerlo. Perfino il mondo sotterraneo le crede, e Belthazor viene considerato morto.
Ben presto la verità viene a galla e Cole ritorna dicendo alle sorelle di voler stare dalla parte del bene e comincia ad aiutarle. In seguito Cole viene accidentalmente trasformato completamente in umano nella puntata "doppio volto". Dopo essere diventato mortale, continua ad aiutare le sorelle. In seguito però, la Sorgente si impossessa del Vuoto per impadronirsi di ogni potere magico, e Cole, per impedirlo, lo prende dentro di sé e aiuta le sorelle a uccidere la Sorgente, poi riporta il vuoto fuori da sé e lo fa tornare al suo posto. Quello che le sorelle non sanno è che Cole è adesso divenuto la nuova Sorgente del Male perché lo spirito della precedente si è impossessata di lui. Phoebe e Cole si sposano, Cole però inganna Phoebe, poiché fa in modo che, senza che lei lo sappia, le nozze vengano celebrate da un sacerdote oscuro. Così il male contamina anche Phoebe, che diviene la regina degli Inferi. Tuttavia il male non riesce ad impadronirsi completamente di lei e, dopo un periodo di tormentosi conflitti, Phoebe decide di ritornare dalla parte del bene e di riunirsi alle sue sorelle, e le aiuta ad eliminare la Sorgente.
Cole tuttavia presto torna con nuovi poteri. Phoebe decide di stare lontana da lui e Cole tenta di suicidarsi, ma capisce di essere diventato invulnerabile. Dopo aver ottenuto enormi poteri da un'Incarnazione, prova a cambiare il passato in modo da poter stare di nuovo con Phoebe, ma Paige rovina i suoi piani. Cole infatti ha alterato il passato facendo in modo che Paige venga uccisa prima di incontrarsi con le sorelle, ma lei, che nel momento in cui egli ha cambiato il passato stava orbitando, si ritrova in questa dimensione alternativa in cui Cole non è più invulnerabile, è tornato ad essere Belthazor (un potente demone ma non invincibile). Paige incontra Piper, che dopo la morte di Prue dà la caccia da sola al demone che l'ha uccisa, e le dice di essere sua sorella, ma lei all'inizio non le crede. Dopo aver dimostrato a Piper di essere sua sorella eliminando un demone che stava per ucciderla, Paige le spiega come eliminare Belthazor con una pozione. Così vanno da Phoebe e la convincono ad uccidere Cole, e una volta che il potere del trio è di nuovo unito lo eliminano. Cole fa un'ultima apparizione nella centocinquantesima puntata di Streghe. Ora si trova nel vuoto cosmico tra la vita e la morte, dove sta pagando per il suo passato malvagio. Tuttavia quando torna per questa breve apparizione Phoebe avverte la sua presenza (cosa che sarebbe impossibile e che lascia stupito il demone stesso), questo proprio a testimonianza del loro legame indissolubile. Cole infatti sarà innamorato di Phoebe per tutta l'eternità anche se lui stesso in questo episodio dice esplicitamente che sia lui che Phoebe (il loro amore) sono condannati. Da ciò si evince dunque come Cole rimanga nonostante tutto, uno dei grandi amori della strega.
Come Belthazor ha il potere di creare e lanciare sfere di energia, teletrasportarsi e assumere il suo aspetto demoniaco, che lo rende più forte e resistente; come Sorgente ha la capacità di creare sfere di fuoco e controllare gli altri demoni, mentre come Incarnazione, dispone di poteri quasi illimitati.

### Chris Halliwell
Christopher "Chris" Perry Halliwell (stagioni 5-8), interpretato da Drew Fuller, doppiato da Stefano Billi.
Introdotto come un misterioso angelo bianco venuto dal futuro, Chris si rivela poi essere il secondo figlio di Piper e Leo. Appare per la prima volta nel doppio episodio conclusivo della quinta stagione. In questo episodio le sorelle Halliwell devono affrontare i titani ed è proprio grazie all'aiuto di Chris, che dice a loro che è un angelo bianco proveniente dal futuro venuto a eliminare i titani, che riescono a farlo. Infatti è lui a convincere Leo a trasformare le streghe in dee e a consigliare sia a Leo sia alle Halliwell cosa fare. Alla fine dell'episodio Leo viene premiato dagli Anziani e viene nominato anch'egli Anziano. Chris diventa il nuovo Angelo bianco della famiglia Halliwell. Anche se si presenta col cognome di Perry, in verità Chris prenderà il cognome della mamma Piper, ovvero Halliwell.
La sua famiglia non sa che è il figlio di Piper e Leo quando compare per la prima volta, e poiché le sue azioni sono spesso ambigue, all'inizio deve faticare per ottenere la loro fiducia. Nella puntata Il mistero di Sleepy Halliwell Phoebe scopre che Chris è suo nipote ovvero il secondo figlio di Piper e Leo. Chris chiede a Phoebe di mantenere il segreto e di aiutarlo a far tornare insieme Piper e Leo perché se non sarà concepito entro il prossimo mese lui smetterà di esistere. Alla fine comunque Piper e Leo si rimettono insieme appena in tempo e Piper rimane incinta nella puntata "Un arrivo magico".
Alla fine tutti scoprono la sua identità e cercano di aiutarlo per quanto possono. Molto del suo tempo viene speso nella sua missione di impedire che suo fratello Wyatt diventi cattivo in futuro, missione alla fine coronata dal successo. Nel doppio episodio finale della sesta stagione, la versione adulta di Chris muore lo stesso giorno della sua nascita, mentre prova a proteggere il piccolo Wyatt dall'anziano Gideon.
Il personaggio di Chris adulto, riappare come guest star in un episodio della settima stagione e nell'episodio conclusivo della serie. Chris torna dal futuro insieme a suo fratello nell'ottava stagione per aiutare il trio, nella grande battaglia. Come sua zia Prue e suo fratello Wyatt anche Chris ha il potere della telecinesi.

### Billie Jenkins

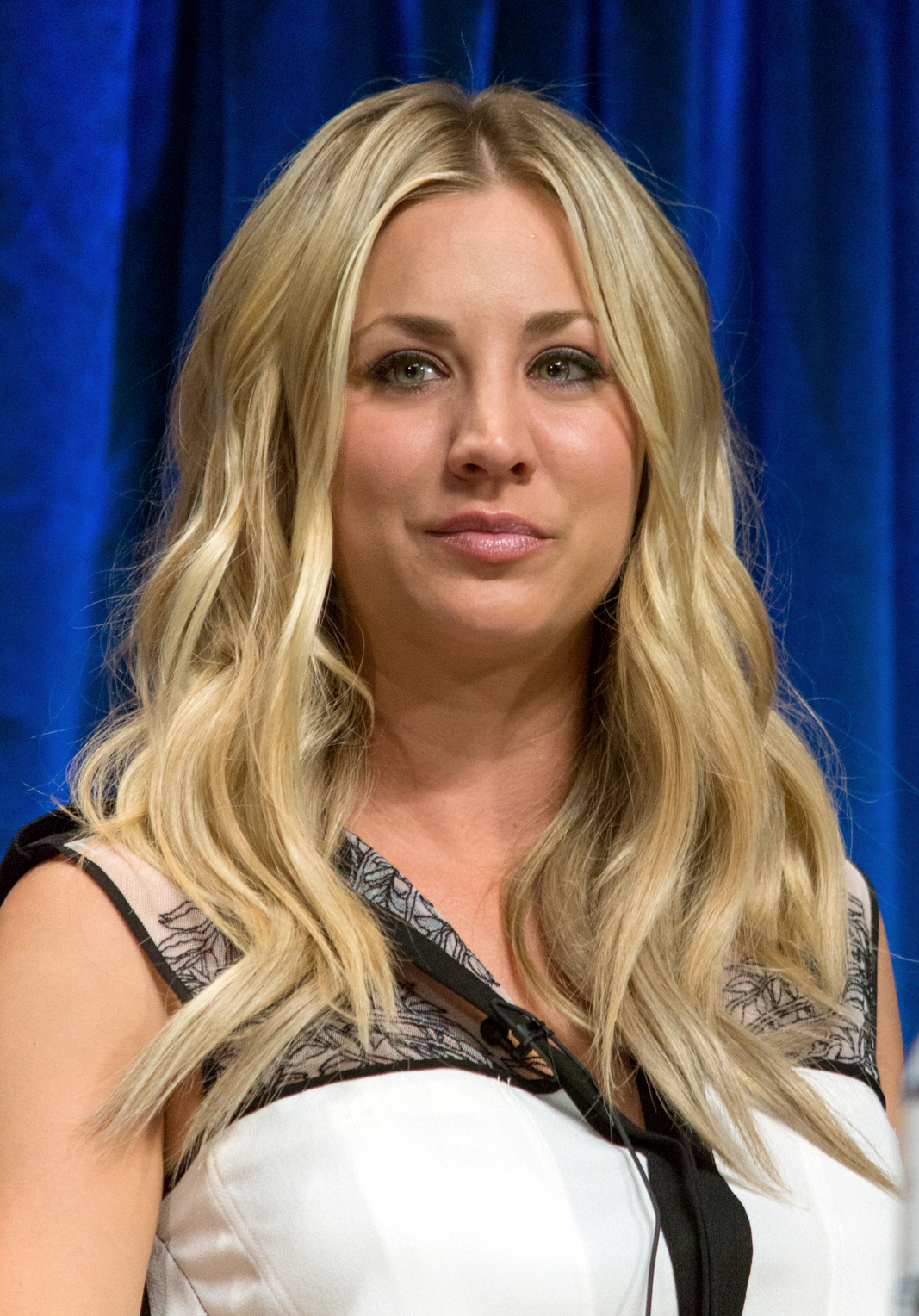
Kaley Cuoco interpreta Billie Jenkins

Billie Jenkins (stagione 8), interpretata da Kaley Cuoco, doppiata da Domitilla D'Amico.
Billie è presentata come una giovane strega molto dotata e più attenta a combattere i demoni che allo studio della magia. Billie diventa pupilla delle tre sorelle e le aiuta nelle loro lotte, come Chris nella stagione 6. Billie ha il potere della telecinesi, apparentemente più sviluppato e controllato di quello di Prue Halliwell, poiché riesce ad usarlo per aumentare persino le sue capacità acrobatiche. Bille scopre che sua sorella, scomparsa da piccola, era stata rapita da un demone, e perciò impiega tutte le sue energie per ritrovarla.
Ci riesce nel 14º episodio dell'ottava stagione grazie al corretto utilizzo del proprio potere di proiezione che le permette di realizzare ciò che desidera. Questo potere, molto pericoloso se mal utilizzato o mal controllato, è il "Potere Supremo" spesso nominato all'interno dell'ottava stagione, di cui la Triade voleva aver il controllo per eliminare la minaccia del Trio Halliwell, ancor prima che questo divenisse realtà.
La Triade del Male aveva quindi elaborato un piano molti anni prima per eliminare la minaccia di cui parlava la profezia di Melinda Warren: è qui che diventa evidente il ruolo chiave di Christy, sorella di Billie. Christy avrebbe dovuto, nei piani della Triade, convincere la sorella ad uno scontro "inevitabile e giusto" con le tre sorelle, non più in grado di distinguere il Bene dal Male in quanto accecate dal loro potere.
Riesce così a rivoltare Billie contro il trio facendole credere che le sorelle siano diventate cattive per via del loro egoismo. Nell'ultimo episodio però scopre che è la sorella a essere malvagia e non le Prescelte e ridiventa alleata delle sorelle. Alla fine sarà lei stessa a uccidere Christy per legittima difesa. Nelle ultime scene del telefilm vediamo che fa da babysitter a due delle tre figlie di Phoebe e Coop.

## Personaggi secondari

### Famiglia Halliwell
- P. Bowen (stagione 2), interpretata da Shannen Doherty, doppiata da Barbara Berengo Gardin.
È la vita precedente di Prue. È comparsa nell'episodio Il fascino del male (2x14) dove si scopre che ha partecipato con la cugina P. Baxter all'uccisione della terza cugina (P. Russell) nel 1924. Il suo potere era quello della Criocinesi, la capacità di lanciare nuvole di ghiaccio soffiando sul palmo della mano.
- P. Baxter (stagione 2), interpretata da Holly Marie Combs, doppiata da Barbara De Bortoli.
È la precedente vita di Piper Halliwell; nata nel settembre 1897 e morta nel dicembre 1970, è cugina di P. Russell e P. Bowen (le vite passate di Prue e Phoebe) ed è la bisnonna delle Prescelte. Sposata con Gordon Johnson (la vita passata di Dan Gordon) ha il potere di rallentare il tempo. Nonostante fosse sposata, ebbe una relazione con la precedente vita di Leo. Ha avuto una figlia Penelope Johnson (Penny) che è la nonna delle Prescelte. È comparsa nell'episodio Il fascino del male (2x14).
- P. Russell (stagione 2), interpretata da Alyssa Milano, doppiata da Maura Cenciarelli.
È la vita precedente di Phoebe nonché la pro prozia delle Prescelte che è nata il 2 luglio 1894 e morta il 17 febbraio 1924. I suoi poteri sono la generazione di calore e la pirocinesi. Cugina di P. Bowen e P. Baxter, divenne malvagia sotto l'influenza dello stregone Anton negli anni 20. Nel 1924 le sue due cugine la uccisero decretando anche che la maledizione si sarebbe ripercossa anche sulle sue vite future (e questo mette Pheobe in pericolo). È comparsa nell'episodio Il fascino del male (2x14).
- Penelope "Penny" Johnson Halliwell (stagioni 1-8), interpretata da Jennifer Rhodes, doppiata da Alba Cardilli.
Penny è la defunta nonna delle sorelle Halliwell, che qualche volta viene evocata dalle stesse per ricevere dei consigli. Ha il potere della Telecinesi, come Prue (ma molto più potente), e ha aggiunto molte pozioni e incantesimi al Libro delle Ombre. Privò Prue, Piper e Phoebe dei poteri quando erano piccole per proteggerle dallo stregone Nicholas. È morta a causa di un attacco cardiaco sei mesi prima gli eventi della prima stagione, ma continua a vigilare sulle sue nipoti. Inizialmente, aveva problemi ad accettare il fatto che i pronipoti (i figli di Piper) fossero maschi, ma in seguito ad un chiarimento con un amore passato, accettò questo fatto. Penelope si sposò ben quattro volte (anche se nell'episodio 4.12 Phoebe dice sei volte a Cole): il primo marito fu Jack (anche se nella puntata 6.11 Witchstock viene chiamato Allen), padre di Patty.
- Patricia "Patty" Halliwell (stagioni 1-5, 7-8), interpretata da Finola Hughes, doppiata da Roberta Pellini.
È la madre delle quattro sorelle. Unica figlia di Penelope Johnson (chiamata poi Penelope Halliwell, avendo conservato il cognome del marito) avuta dal primo marito della donna: Jack Halliwell, nacque il 5 aprile 1950. Venne uccisa da un demone che abitava in un lago il 28 febbraio 1978, come si vede nella puntata 2.08 L'amore di Sam. Ebbe tre figlie; Prue, Piper e Phoebe con il mortale Victor Bennett. In seguito ebbe anche una relazione segreta con il suo angelo bianco, Sam, dal quale ebbe una quarta figlia, Paige. Il suo potere era la Stasi Temporale, come Piper.
- Victor Bennett (stagioni 1, 3-8), interpretato da Anthony Denison (stagione 1) & James Read (stagioni 3-8), doppiato da Gianni Giuliano.
Victor è il padre delle Halliwell, nato nel 1949. Sposò Patty Halliwell con cui ebbe tre figlie. Divorziò da Patty in quanto quest'ultima decise di lasciarlo per il suo angelo bianco, Sam Wilder. Non è presente nella vita delle sue tre figlie per buona parte della loro infanzia e della loro adolescenza, timoroso dei loro poteri di streghe. Per questo motivo la figlia primogenita Prue lo odiò per molto tempo perché le aveva abbandonate. Ricominciò a ricostruire un rapporto con le sue figlie quando scoprirono di essere streghe. All'inizio della quarta stagione scoprì che Patty e il suo angelo bianco Sam avevano avuto una figlia chiamata Paige e la trattò come se fosse sua figlia. Si riconciliò con Patty parlando con il suo fantasma. Si prese cura di Wyatt e Chris quando le Prescelte dovettero fingere le loro morti alla fine della stagione 7. Diventerà nonno di sei nipoti, ma instaurerà un rapporto speciale con Chris, secondogenito di Piper e Leo. Nonostante venga ripetuto più volte il cognome Bennett nelle varie serie, nella puntata 2x14, Il fascino del male, nella diapositiva a 19 minuti e 14 secondi dall'inizio nell'albero genealogico delle sorelle appare il cognome Jones.
- Samuel "Sam" Wilder (stagioni 2, 5, 8), interpretato da Scott Jaeck.
Sam è l'Angelo Bianco di Patty: dalla loro relazione amorosa nasce Paige. Sam e Patty sono però costretti a tenere segreto il loro amore, poiché gli Anziani hanno vietato le relazioni tra gli Angeli Bianchi e le loro protette: per questo motivo decidono a malincuore di dare Paige in adozione subito dopo la nascita. Quando Patty viene uccisa da un demone, Sam perde i poteri. Anni dopo si sacrifica per salvare Prue dal demone Acquatico, lo stesso che aveva ucciso Patty, e gli Anziani lo premiano facendolo diventare di nuovo un Angelo Bianco. Le Halliwell non hanno più sue notizie per molto tempo, fino a quando non viene ritrovato dalla figlia Paige. Inizialmente, i rapporti fra padre e figlia sono molto freddi, ma in seguito i due si avvicinano. Diventerà ben tre volte nonno.
- Wyatt Matthew Halliwell (stagioni 5-8), interpretato da Jason & Kristopher Simmons (da bambino) & Wes Ramsey (da adulto), doppiato da Marco Vivio.
È il figlio di Piper Halliwell e Leo Wyatt, metà stregone e metà angelo bianco. Fin dalla nascita (episodio 5x15 Un arrivo speciale) è in grado di generare attorno a lui un campo di forza per proteggersi dagli attacchi nemici, inoltre riesce in qualche modo a far attivare l'allarme messo da Paige per avvertire della presenza di demoni. Dall'episodio 5x20 La perdita dei sensi dimostra di avere già più controllo sullo scudo protettivo, infatti quando Crone gli dice, usando la voce di Paige, di proteggerla lui innalza lo scudo. Nello stesso episodio impara anche ad orbitare per portare Piper da Leo (imprigionato nel covo di Crone). Dall'episodio 6x01 L'isola delle guerriere (1ª parte) Wyatt inizia ad usare anche la telecinesi orbitante per "rubare" il ciuccio di un'altra bambina, potere che riusa anche per prendere Excalibur dalle mani di Mortaunt (episodio 6x08 La spada nella roccia). Nell'episodio 6x03 Qualcosa da ricordare, riesce a materializzare un drago da un film e a cambiare canale muovendo gli occhi. In seguito è anche in grado di curare le ferite altrui. Nell'episodio 6x08, oltre ad usare la telecinesi orbitante, utilizza anche la telecinesi classica (il potere che aveva Prue) per scagliare Excalibur contro Mortaunt e sconfiggerlo. Sempre nello stesso episodio si viene a sapere da Mortaunt che il vero predestinato al possesso di Excalibur è proprio Wyatt, è quindi probabile che in futuro la spada gli conferirà altri poteri, sebbene non sia possibile sapere quali, visto che Piper alla fine dell'episodio rimette la spada nella roccia dicendo che Wyatt la potrà usare solo quando avrà 18 anni. Infine, può materializzare un suo sogno come nella puntata 7x03.
- Prudence Johanna "P.J." Halliwell (stagioni 7-8), interpretata da Sierra Paris.
È la figlia di Phoebe e Coop, è una Strega-Cupido. Nel telefilm tale personaggio viene mostrato solo nelle premonizioni di Phoebe e nell'epilogo, mentre nella nona serie a fumetti è tra i personaggi principali. Prudence o, come si fa amichevolmente chiamare, PJ è la più grande delle figlie di Phoebe ed è nata il 3 gennaio 2007. Essendo per metà Cupido le sue emozioni sono ampliate e quindi i suoi poteri sono più forti rispetto ad una normale strega. PJ è l'unica delle figlie ad ereditare l'anello di Coop non potendolo però usare fino a quando gli Anziani non la riterranno degna di questo compito. Ha un carattere tranquillo, come le sue sorelle odia litigare però non si fa scrupoli nel dire quello che pensa sulle persone che le stanno davanti, sempre scherzosa e con la battuta pronta. Si trova spesso in un'amichevole competizione con la sorella Parker per via dei loro poteri molto simili. Si dimostra molto brava nel controllare i suoi poteri e si sente a suo agio con essi. Quando prova emozioni forti il suo anello diventa rosso acceso. PJ è molto legata alla zia Piper e a sua cugina Melinda.
- Coop\Cupido (stagione 8), interpretato da Victor Webster, doppiato da Marco Vivio.
Coop è un cupido inviato dagli Anziani affinché mostri a Phoebe come trovare l'amore ormai perduto da anni di delusioni e di lotte per la sopravvivenza contro i demoni. Il suo vero amore si rivelerà essere lui che, anche se creatura magica, per ripagare gli sforzi di Phoebe al servizio del bene, è stato reso in grado di contraccambiare senza problemi la strega. I due si sposano, e Coop, poiché non aveva un cognome proprio, decide di adottare quello della moglie, i due hanno tre figlie, la prima più volte vista nelle visioni di Phoebe già ai tempi delle Incarnazioni, e che chiamerà Prudence Johanna "P.J.", e altre due, Parker e Peyton (i cui nomi si scopriranno solo nei fumetti), che come dice la stessa Phoebe, non aveva previsto.
- Henry Mitchell (stagione 8), interpretato da Ivan Sergei, doppiato da Luca Ferrante.
Henry è un poliziotto, ha passato tutta la sua infanzia in un orfanotrofio o sballottato da una famiglia all'altra. Nella Stagione 8 lui e Paige si conoscono perché Paige, come angelo bianco, aveva il compito di proteggere un ragazzo destinato a diventare egli stesso un angelo bianco se avesse scelto di stare dalla parte del bene, ma in quel momento stava finendo sulla cattiva strada, difatti Henry intendeva arrestarlo. I due si innamorano e si sposano. Avranno tre figli: le gemelle Tamora "Tam" e Katherine "Kat", ed in seguito, decideranno di adottare un bambino, a cui daranno il nome Henry Jr. . I figli di Henry e Paige saranno gli unici a portare il cognome del proprio padre, poiché la stessa Paige aveva deciso di non prendere il cognome Halliwell per rispetto dei propri genitori adottivi.

### Membri di altre famiglie
- Sheila Morris (stagioni 5-7), interpretata da Sandra Prosper.
Sheila è la moglie di Darryl e anche lei come il marito sa il segreto delle sorelle. Hanno due figli.
- Christy Jenkins (stagione 8), interpretata da Marnette Patterson, doppiata da Federica De Bortoli.
È la sorella maggiore di Billie Jenkins. Appare per la prima volta nell'ottava stagione. Rapita quando aveva sette anni dai demoni della Triade, viene ritrovata da Billie con l'aiuto delle sorelle Halliwell. Christy dopo il rapimento, è stata cresciuta ed educata dai demoni della Triade e per questo non è in grado di distinguere il bene dal male. Viene inviata dalla triade per convincere la sorella Billie, divenuta la chiave del potere, a uccidere le streghe del trio. Per un breve periodo Billie si allea alla sorella perché questa è riuscita a convincerla che le Halliwell siano disinteressate dal proteggere il Bene Supremo: in realtà le sorelle vengono ostacolate dalla stessa Christy e dal suo compagno demone Dumain per mezzo di alcune insidiose magie. Quando Billie scopre la verità, decide di ritornare dalla parte delle Halliwell. Christy, infuriata per il tradimento della sorella, tenta di ucciderla lanciandole contro una palla di fuoco, ma Billie usa i suoi poteri telecinetici e la respinge indietro uccidendola. Christy non è in realtà malvagia, ma cresciuta dai demoni non capisce le motivazioni del bene, inoltre alla morte dei genitori non riuscendo a riprendersi dalla perdita sprofonda nell'oscurità per la seconda volta. Christy possiede il potere della pirocinesi, che col tempo diventa molto potente e si può considerare alla pari con il potere esplosivo di Piper, e della telepatia che le permette di percepire i pensieri altrui scoprendo la loro vera natura ed è in grado di utilizzarla anche a distanza per sapere se in un determinato luogo si trova qualcuno oppure no. Nonostante sia la sorella maggiore, i suoi poteri sono inferiori rispetto a quelli di Billie.

### Alcuni amori delle sorelle
- Bane Jessup (stagione 2), interpretato da Antonio Sabàto Jr., doppiato da Andrea Ward.
Bane è un criminale che all'inizio ha stretto un patto con Barbas che in seguito viene rescisso a causa delle sorelle, ed è un interesse amoroso di Prue, che lo convincerà a costituirsi per rimediare ai suoi errori.
- Glen Belland (stagioni 4-5), interpretato da Jesse Woodrow, doppiato da Fabrizio Vidale
Glen è stato il migliore amico di Paige fin dai tempi dell'asilo ed è stato per un certo periodo di tempo il suo ragazzo. Ora è sposato con Jessica, una ragazza che ha conosciuto sul Monte Cervino.
- Richard Montana (stagione 6), interpretato da Balthazar Getty, doppiato da Daniele Barcaroli.
Richard è uno stregone di origini buone innamorato di Paige. I suoi numerosi problemi specialmente quelli familiari con la magia portano alla fine della loro relazione.
- Greg (stagioni 6, 8), interpretato da Jason Shaw.
Greg è un pompiere che è stato un interesse platonico di Piper quando Leo era diventato un anziano e la coppia si era temporaneamente separata.
- Drake Démon (stagione 7), interpretato da Billy Zane, doppiato da Roberto Pedicini.
Drake è un demone che non ha mai ucciso un innocente. Il fantasma di Cole Turner lo condusse a un mago che lo rese umano per un anno - a patto che Drake rinnovasse la fede di Phoebe nell'amore prima che finisse l'anno (a quel punto sarebbe morto). Drake conservò i suoi poteri demoniaci ma li avrebbe persi se li avesse usati per scopi malvagi. Insegnò per un breve periodo alla scuola di magia e riuscì a mantenere la promessa fatta a Cole prima della sua morte.
- Dex Lawson (stagione 8), interpretato da Jason Lewis, doppiato da Giorgio Borghetti.
Dex è un artista che lavora nello stesso edificio di Phoebe, e che ha molta ammirazione per lei. Nell'ottava serie, dopo che le Halliwell hanno simulato la loro morte, Phoebe, nella sua nuova identità di Julie Bennet, incontra Dex a quello che dovrebbe essere il proprio funerale, ed in seguito, mentre sotto copertura è in visita ai suoi vecchi colleghi, stringendogli la mano nell'ascensore ha una premonizione in cui vede il loro matrimonio. I due iniziano a frequentarsi e a causa di un incantesimo mal riuscito di Billie la premonizione si avvera: Dex e Julie/Phoebe si sposano (episodio 8x05, Identità svelate). Finito l'effetto dell'incantesimo però i due non ricordano come siano andati i fatti. Alla fine Phoebe rivelerà a Dex il suo segreto e il matrimonio verrà annullato; lei e Dex si frequenteranno ancora per un po', ma presto la loro storia finirà.

### Casa d'aste Buckland
- Rex Buckland (stagione 1), interpretato da Neil Roberts, doppiato da Francesco Bulckaen,
Rex è un demone ed è stato anche il capo della Buckland. Viene ucciso per sbaglio dalla collega Hannah e poi vengono entrambi risucchiati e polverizzati dalla Sorgente per aver fallito con il trio.
- Jack Sheridan (stagione 2), interpretato da Lochlyn Munro, doppiato da Oreste Baldini.
Jack è un ragazzo estroverso e impertinente, che all'inizio è un concorrente della Casa d'Aste Buckland, ma in seguito inizia a lavorare proprio per la Buckland divenendo così un collega di Prue. I due iniziano ad uscire insieme, ma Prue, insospettita da alcuni strani episodi, teme che egli sia in realtà un demone: l'equivoco viene chiarito quando scopre che Jack ha un fratello gemello, Jeff, che talvolta per scherzo si fa passare per lui. La relazione comunque non dura a lungo, e viene infine troncata da Prue, che decide di lasciare anche il lavoro alla Buckland.

### P3
- Abbey (stagione 3), interpretata da Boti Ann Bliss.
Abbey era una barista del P3. Era diventata ossessionata da Prue Halliwell, tanto da pedinarla e tentare di ucciderla per prenderne il posto. Dopo aver causato non pochi problemi alle sorelle e dopo essere stata messa fuori gioco da Prue, Piper e Phoebe, è stata spedita in prigione.

### Il Bay Mirror
- Elise Rothman (stagioni 4-8), interpretata da Rebecca Balding, doppiata da Antonella Alessandro (stagione 4) & Emilia Costa (stagioni 5-8).
Elise è il direttore del Bay Mirror, il giornale in cui lavora Phoebe. All'inizio inconsapevole del fatto che la sua dipendente e le sue sorelle siano streghe, scoprirà il loro segreto nei fumetti, sarà proprio Phoebe a rivelarglielo.
- Sophie (stagioni 5-8), interpretata da Amanda Sickler.
Sophie è una giornalista che lavora al Bay Mirror con Phoebe e alcune volte funge segretaria per lei.
- Jason Dean (stagioni 5-6), interpretato da Eric Dane, doppiato da Alberto Caneva.
Jason è il capo di Phoebe al Bay Mirror. Hanno una relazione, ma Jason la lascia dopo aver scoperto che è una strega.
- Leslie "Les" St. Claire (stagione 7), interpretato da Nick Lachey, doppiato da Simone D'Andrea.
Leslie è un giornalista innamorato di Phoebe. Quando Phoebe si prende due mesi di congedo, Leslie la sostituisce. Nascerà una piccola storia d'amore tra i due, ma tramonterà presto.

### Servizi Sociali di South Bay
- Bob Cowan (stagioni 4-5), interpretato da David Reivers, doppiato da Guido Sagliocca.
Bob è stato il capo di Paige quando lavorava come assistente sociale. Ha un figlio di nome Mason.

### Dipartimento di polizia
- Jackman (stagione 4), interpretato da Bruce Campbell.
È un agente dell'FBI che chiede aiuto al Trio alla fine della quarta stagione per trovare e catturare una criminale che sospetta di essere una strega malvagia. Per ottenere il loro supporto mostra di possedere prove della loro natura magica ed è in possesso di molti amuleti che lo difendono dai loro poteri (come il -bloccaggio- di Piper). Si rivelerà poi che è in realtà un cacciatore di streghe, intenzionato a sterminarle tutte bruciandole sul rogo come nei tempi antichi e che la ragazza che ha fatto catturare al trio è in realtà una strega buona; così le sorelle giungono in soccorso per salvarla dal rogo, ma il luogo è pieno di amuleti che annullano i loro poteri e Phoebe rischia di essere uccisa. Fortunatamente Cole, appena tornato dal regno dei demoni morti, usa uno dei tanti poteri che ha acquisito per salvarla dal proiettile, che colpisce e uccide Jackman.
- Sheridan (stagioni 6-7), interpretata da Jenya Lano, doppiata da Cristiana Faralla.
Sheridan è un ispettore del dipartimento di polizia. Nell'ultimo episodio della settima stagione viene uccisa da Zankou.
- Kyle Brody (stagione 7), interpretato da Kerr Smith, doppiato da Stefano Crescentini.
Kyle è un agente federale innamorato di Paige. Odia le Incarnazioni perché crede abbiano ucciso i suoi genitori. Per aver sacrificato la sua vita per combattere le Incarnazioni, viene nominato Angelo Bianco dagli Anziani. Nei fumetti però, verrà ucciso anche da Anziano, e così morirà definitivamente.

### Angeli del Destino
Sono particolari esseri superiori e praticamente onnipotenti che supervisionano il destino del mondo intero, nessun mortale, demone, strega, stregone, Anziano e persino Incarnazione ha la facoltà di obiettare ciò che loro stabiliscono. L'Angelo della morte è evidentemente un loro subalterno diretto, visto come agisce nell'ottava stagione. Sono del tutto immuni a tutti i poteri delle altre creature magiche, possono bloccare il mondo intero e cambiare il destino di ogni essere vivente. 
- Primo angelo del destino (stagione 4), interpretato da Dakin Matthews.
Il primo Angelo appare alla fine della quarta stagione e propone al Trio di ritornare ad una vita umana normale, senza il rischio di ripercussioni da parte dei demoni, poiché avevano ormai compiuto il loro destino di eliminare La Sorgente di Tutti i Mali, ma alla fine le sorelle rifiutano. L'unico limite noto, dell'angelo della quarta stagione, è che non può controllare il destino di Cole, prigioniero nel deserto demoniaco (anche se potrebbe solo essere un regno di competenza di un altro angelo del destino).
- Secondo angelo del destino (stagione 8), interpretata da Denise Dowse.
Il secondo angelo appare nell'ottava stagione, ed è lei a seguire il nuovo destino del trio, col compito di supervisionare lo scontro tra le sorelle e le macchinazioni della Triade; essa ha previsto di far morire Leo per dare alle sorelle la motivazione per combattere, ma Piper lo viene a sapere tramite l'Angelo della Morte, e riesce ad ottenere un accordo per salvare Leo. Sempre nell'ottava stagione si lascia intendere che esista una forza superiore che decide ogni destino a cui questi angeli supervisionano (probabilmente Dio), ma il discorso non viene proseguito e rimane il dubbio.

Nell'episodio finale, questo secondo Angelo del Destino ufficierà il matrimonio di Phoebe e Coop.

### Angelo della morte
È un uomo vestito di nero che accompagna le anime verso il loro destino dopo il decesso, è impossibile impedire che egli svolga il suo compito ed è evidentemente sottoposto diretto agli Angeli del Destino, seguendo una chiara lista non modificabile.
- Angelo della morte (stagioni 3, 7-8), interpretato da Simon Templeman.
Il primo angelo della morte compare nella terza stagione agli occhi di Prue, in seguito nella settima dove si fa aiutare da Piper e infine nell'ottava dove avverte Piper sull'imminente morte di Leo.
- Clarence (stagione 6), interpretato da Lou Beatty Jr..
Presumibilmente potrebbero esserci più angeli della morte, come quando nella sesta stagione appare un preciso angelo mandato per accompagnare Chris verso la morte.

### Incarnazioni
Le Incarnazioni sono esseri magici al di là del bene e del male e si definiscono manifestazione del puro potere. Il loro scopo è quello di cambiare il mondo, cancellando i normali concetti di bene e male e con essi il conflitto, cercano costantemente nuovi membri per stabilizzare la loro forza a sufficienza per realizzare il loro obiettivo. I loro poteri, oltre il bene e il male, sono immensi e superano sia quelli di Zankou che degli Anziani, ma sono poteri collettivi formati dal loro numeroso gruppo: se uno di loro viene eliminato (tramite una particolare pozione creata cinquemila anni fa) tutti risultano indeboliti. Per perseguire il loro fine, esse non hanno scrupoli nel limitare drasticamente il libero arbitrio degli esseri umani, né nell'eliminare chiunque possa costituire fonte di conflitti.
- Alpha (stagioni 5, 7), interpretato da Joel Swetow, doppiato da Oliviero Dinelli.
Alpha è l'incarnazione del potere e nella quinta stagione insieme ad un'altra incarnazione recluta Cole (che però userà i loro immensi poteri per cambiare la storia e riavere Phoebe, finendo però eliminato) e nella settima Leo.

### Titani
I Titani sono antiche divinità (come nel mito) che governavano il pianeta secondo i propri capricci finché, circa 3000 anni fa, gli Anziani concedettero ad alcuni umani un potere immenso con cui riuscirono a sconfiggerli, imprigionandoli nel ghiaccio. Tuttavia quegli stessi umani furono soggiogati dall'immenso potere e si proclamarono dei (gli Olimpi) e gettarono il mondo nel Caos fino a venir consumati dal potere stesso.
Nell'epoca moderna un demone, dopo decenni di tentativi, è riuscito a liberare due di loro, chiedendo in cambio l'aiuto per conquistare gli inferi, ma essi lo eliminano e si apprestano a compiere la loro vendetta contro gli Anziani, sterminandone molti. Grazie all'arrivo di Chris, Leo dona al trio i poteri degli dei (Phoebe dea dell'Amore, Paige della Guerra e Piper della Terra), per permettere loro di affrontare i titani.
Le sorelle sono dapprima in difficoltà, ma quando Piper scopre che Leo è divenuto un Anziano, la sua furia le fa ottenere il pieno potere e da sola vince i Titani, facendoli precipitare nelle infuocate profondità infernali per l'eternità. Tutti e tre dimostrano di essere ben al di sopra delle normali creature magiche: Meta viene colpita da numerose pozioni esplosive estremamente potenti senza subire alcun danno, ma solo dei leggeri fastidi, sono inoltre in grado di rubare i poteri degli angeli bianchi, uccidendoli, e di raggiungere quasi qualunque luogo della terra (evidentemente non la dimora celeste degli Anziani), come la foresta dei Leprecauni. Inoltre, incarnando il potere divino sulla terra, sono in grado di rendere il pianeta soggetto alle loro emozioni (difatti il loro risveglio è connotato da aumenti di temperatura in tutto il globo).
- Cronos (stagione 5), interpretato da Brian Thompson.
Cronus è il leader e il più potente, è in grado di generare potenti fiammate, capaci di uccidere anche un altro Titano (come Meta). È spietato e intenzionato a dominare la terra e a vendicarsi a qualunque costo, senza permettere a nessuno di intralciarlo.
- Demetrius (stagione 5), interpretato da Will Kempe.
Secondo in comando, è innamorato di Meta, ma teme troppo Cronus per non seguirlo, anche dopo che lui uccide la sua amata. È in grado di trasformarsi in nubi temporalesche e generare vento, neve e fulmini che liberano in poco tempo Cronus dalla sua prigione di ghiaccio.
- Meta (stagione 5), interpretata da Lisa Thornhill.
Meta è la compagna di Demetrios. Poiché teme Cronus avrebbe voluto lasciarlo imprigionato nel ghiaccio. È la prima ad attaccare le sorelle e pietrifica Paige col suo sguardo, è inoltre lei a catturare gli angeli bianchi necessari per raggiungere gli Anziani.

### Tribunale Magico
Il Tribunale magico è un gruppo di Anziani e demoni (quattro elementi in totale) dotati di immensi poteri (sono superiori sia alla Sorgente che agli Anziani) il cui compito è proteggere la magia dall'esposizione ai mortali, per tale compito hanno il diritto e il potere di fare tutto ciò che necessario affinché la magia sia protetta, a questo scopo hanno creato i Pulitori, due creature vestite di bianco simili agli umani che possono modificare la realtà e il tempo a loro piacimento per cancellare eventuali esposizioni.
Appaiono principalmente nella sesta stagione, dove per due volte agiscono per rimediare ad un pasticcio delle sorelle e sono loro a ridurre i poteri di Phoebe alle sole premonizioni.
Non è chiaro per quale motivo non sia intervenuti nel finale terza stagione, sebbene sia plausibile che il motivo sia quello esposto da Prue ovvero era una prova da superare ed un evento immutabile del destino.

### Il Vuoto
Il vuoto è una delle forze più potenti del mondo di streghe, capace di assorbire e consumare ogni magia, solo l'unione delle forze tra bene e male è riuscito a sigillarlo 3.500 anni fa ma è impossibile distruggerlo. È uno sciame multiforme nero che s'impadronisce dei corpi e ogni qualvolta un potere venga usato sul corpo ospite esso lo fa suo e l'utilizzatore lo perde. Era custodito in un antico cimitero proibito a qualunque forza del bene e del male, sotto la protezione di un demone di livello superiore e di un potente angelo bianco (femmina), ma la Sorgente elimina lei e usa il Vuoto per possedere lui, nell'intento di usare questa forza per distruggere il trio, ma la Veggente prevedendo la pericolosità di questo potere (prevede fisicamente che il Vuoto cancellerà tutta la magia e tutta la vita) si allea con Cole e grazie alle sorelle ri-sigillano il Vuoto, dopo aver distrutto la Sorgente.
Verrà nuovamente liberato nell'ottava stagione, dal trio e da Billie e Christy che lo useranno le une contro le altre nella speranza di vincere la sfida finale, ma lo scontro finirà in parità, causando la morte di Phoebe, Paige e Christy, ma Piper e Billie viaggeranno nel tempo salvandole.
Ogni qualvolta viene liberato il Vuoto sembra in grado di modificare il corso della storia (la visione della Veggente sulla fine della vita nella quarta stagione e la perdita dei poteri di Wyatt nel futuro a causa di Billie e Christy nell'ottava).
È quasi sicuramente la forza magica più potente dopo gli Angeli del Destino e l'Angelo della Morte.

### Il Nesso Spirituale e l'Ombra
Il nesso è un punto di convergenza magica che si trova equidistante dai 5 elementi fondamentali del Taoismo (acqua, fuoco, terra, legno e metallo), al centro di un pentacolo con essi ai vertici: si tratta di un'enorme forza magica su cui è stata edificata la casa delle Halliwell al fine di proteggerla dal male e usufruirne per il bene. Nella prima serie "L'ombra", sigillata dalla nonna delle ragazze, tenta di usarla per diffondere il male dopo essere stata liberata da un terremoto, ma viene sconfitta dalla formula lasciata, come favola, al trio.
Nel corso delle stagioni successive, sia Cole che Zankou conquistano la casa al fine di impadronirsi del Nesso e diventare potentissimi, ma entrambi falliscono. Nel caso di Cole le streghe provano a sigillarlo insieme all'Ombra nel nesso, ma sebbene riescano a bloccare l'essenza incorporea, il demone è stato comunque abbastanza potente da sfuggire alla prigionia della terra quasi istantaneamente.
Nella settima stagione, Zankou fa sua la casa e riesce a fondersi col Nesso, così per fermarlo le streghe usano un incantesimo per distruggerlo insieme al demone.
Nella sesta stagione un altro demone (simile ad un blob verdastro) ne usa il potere per alimentarsi (nutrendosi di magia), ma le sorelle riusciranno a eliminarlo.

### Anziani
Gruppo di prescelti, che collettivamente rappresentano la più potente forza magica del "Bene Supremo" (al di sotto di Dio, come si deduce dalle parole dell'Angelo del Destino) e che in virtù di questo, scelgono tutti gli individui destinati alla sua salvaguardia, attribuendo a loro discrezione poteri ed abilità. Vivono in un posto segreto situato in cielo, al quale si accede solamente tramite orbitazione, dove dunque possono accedere solo loro e gli Angeli Bianchi (da loro inviati per proteggere e guidare le streghe), o chi da loro orbitati (nel telefilm solo alle Prescelte è consentito accedervi). Possiedono individualmente illimitati poteri della magia bianca, incluse l'orbitazione, la telecinesi orbitante, la manipolazione della luce, le scariche di saette, la manipolazione della memoria, la guarigione, e molte altre abilità. Tramite i loro sottoposti, come la Sorgente (e Zankou che eguaglia i poteri della Sorgente) possono evocare e custodire i poteri del "Vuoto" e del "Nesso", insieme ad essa eliminare le Incarnazioni. Possono inoltre eliminare i Titani attribuendo ai mortali o a creature magiche gli stessi poteri dei Titani.
- Gideon (stagione 6), interpretato da Gildart Jackson, doppiato da Ambrogio Colombo.
Gideon è un Anziano, mentore di Leo, preside della Scuola di Magia. Convinto che Wyatt in futuro sarebbe diventato cattivo, tenta di ucciderlo, ma viene ucciso dal padre di Wyatt, Leo. Gideon, in quanto Anziano, ha il potere di orbitare, di far orbitare le persone e gli oggetti; possiede inoltre il potere dell'invisibilità, della telecinesi (sia orbitante sia classica), può curare e lanciare saette. Infine sembra che Gideon possa percepire i sentimenti delle persone a cui sta vicino, sebbene non sia certo.

### Streghe e stregoni buoni
Che possiedono abilità e poteri magici differenti per grado e forza: tra questi le streghe della famiglia Halliwell (che contribuiranno a generare le Prescelte del Potere del Trio), Billie Jenkins (chiave insieme alla sorella del Potere Supremo), e le streghe e gli stregoni buoni della Scuola di Magia.

### Comunità Magica
Costituita da Leprecauni, Gnomi, Folletti, Giganti, Fate, Muse, ed altre creature magiche buone, è una comunità protetta dalle Prescelte, ed insieme a loro al servizio del "Bene Supremo".

### Angeli Custodi
Proteggono e guidano mortali ed esseri magici buoni (le streghe e gli stregoni buoni hanno dunque sia un Angelo Custode, sia un Angelo Bianco)

### Prescelte del Potere del Trio
Costituito prima da Prue, Piper e Phoebe Halliwell, e successivamente da Piper, Phoebe Halliwell e Paige Matthews Halliwell. Insieme costituiscono un potere collettivo che esercita un'enorme forza magica in grado di contrastare in modo offensivo e difensivo quasi ogni minaccia, attigendo a tutto il potere della generazione magica Halliwell. Grazie al Potere del Trio, le Prescelte possono, al pari della Sorgente (o di Zankou che eguaglia i suoi poteri), evocare il "Vuoto" ed il "Nesso", eliminare insieme ad essa le Incarnazioni, e gestire gli enormi poteri, ad esse attribuite dagli Anziani, che eguagliano i Titani. Le prescelte dispongono inoltre di altri poteri, quali formulazione di incantesimi, preparazione di pozioni, localizzazione con il pendolo, divinazione, evocazione, proiezione astrale, metamorfosi, e poteri individuali quali, telecinesi, levitazione telecinetica, telerilevamento, superforza, premonizione, retrocognizione, veggenza di realtà parallele, veggenza astrale e telepatica, levitazione, empatia, manipolazione molecolare (rallentamento, immobilizzazione, accelerazione e combustione della materia), orbitazione, telecinesi orbitante, levitazione telecinetica orbitante, guarigione, lumocinesi. Anche i figli delle prescelte sembrano possedere almeno parzialmente il Potere del Trio, soprattutto Wyatt, che possiede anche poteri di scudo protettivo, materializzazione e proiezione (che quindi oltre al Potere del Trio gli conferirebbe anche il Potere Supremo: l'unione di queste due enormi forza magiche fa sì che Wyatt sia bramato e temuto da tutto il mondo magico sin dalla sua nascita).

### Demoni
I demoni in Streghe sono esseri malvagi dotati di molti poteri come il teletrasporto, le sfere di energia e quelle di fuoco. Di solito risiedono nel Mondo Sotterraneo dove il loro leader, la Sorgente, li comanda direttamente. Ci sono tre obiettivi primari di un demone: uccidere un mortale chiamato "innocente" dalle Halliwell che lo devono salvare, uccidere le Halliwell o rubare il potente Libro delle Ombre. I Demoni hanno una forma umana usata come travestimento nel mondo umano per celare il loro aspetto mostruoso. Alcuni umani possono diventare demoni se sacrificano la loro anima come accade nell'episodio della terza stagione "Wrestling con i demoni". Sebbene predisposti alla malvagitá, i Demoni possono sviluppare bontá e sentimenti umani, come nel caso di Cole Turner che si innamora di una strega buona. Un altro demone, Drake, trascorse la sua infanzia a leggere libri imparando la cultura umana e desiderava diventare umano. Molti nomi demoniaci si ispirano alle religioni come Baliel, Barbas, Dantalion e Asmodeus. I Demoni vengono eliminati con incantesimi, pozioni o da potenti abilità magiche e finiscono nel deserto demoniaco.
- La Sorgente di tutti i mali (stagioni 3-4, 8), interpretato da Michael Bailey Smith (stagione 3), Bennet Guillory (stagione 4) e Peter Woodward (stagioni 4, 8).
Accennata inizialmente nella seconda stagione, conosciuta meglio durante tutta la terza e apparsa brevemente nell'ultimo episodio, si presenta chiaramente soltanto nella quarta stagione. È definita anche "Fonte", in quanto è origine di tutti i Mali e governa su tutte le entità demoniache, tranne le poche che si sono sottratte al suo dominio (come i Vampiri). Per mantenere la sua autorità fa percepire la sua aura agli altri demoni. Quando si trova in superficie può essere respinto dai gargoyle. Qualunque demone abbastanza potente è una potenziale Sorgente, dal momento che alla morte di una Sorgente i poteri passano ad un altro demone; solo le streghe del Trio riescono ad eliminare l'entità della Sorgente definitivamente. La prima Sorgente comparsa nel telefilm è un demone dal volto per metà terribilmente sfigurato, a seguito dello scontro con il mondo degli Inferi che la portò al potere. La Sorgente possiede tutti i poteri del mondo demoniaco, come svanire nel fuoco, lanciare sfere di fuoco attraverso le mani e gli occhi, far levitare una persona fulminandola con potenti scariche elettriche, cambiare il proprio aspetto trasformandosi in un demone o in un essere umano, entrare nel corpo di una persona, lanciare sfere d'energia, cambiare l'aspetto degli altri, usare la telecinesi attraverso gli occhi, far apparire oggetti dal nulla. È parzialmente immune ai poteri di Piper (se Piper la fa esplodere, si disintegra in uno sciame di scintille nere e si riforma dopo poco, mentre se Piper tenta di bloccarla, essa non si blocca del tutto ma rallenta solamente i propri movimenti per poche frazioni di secondi). Diventa capo del Mondo Sotterraneo con un'incoronazione tramite il Grimoire, un libro indistruttibile capace di respingere il bene. È stata eliminata imprigionandola in un campo di forza creato da un cerchio di cristalli e grazie ad una speciale formula che evoca il potere di molte streghe antenate delle Halliwell con l'aiuto del Potere del Trio. Dopo la sua morte la "Sorgente" (intesa come mera entità di potere maligno) si trasferirà a Cole, per poi incarnarsi nel figlio non ancora nato di lui e Phoebe, grazie anche alle macchinazioni della Veggente: quest'ultima, decisa a diventare la nuova Sorgente, farà in modo di trasferire nel proprio grembo tramite la magia nera la creatura di Phoebe, dotata di immensi poteri oscuri. La Veggente riesce così ad essere incoronata nuova Sorgente, e durante la cerimonia tenta di uccidere le Halliwell, che aveva rinchiuso in una gabbia magica, usando contro di loro i suoi poteri di Sorgente; tuttavia esse si difendono tramite il Potere del Trio, che respinge indietro l'attacco e la distrugge, assieme alla creatura che porta in grembo e a tutti i demoni presenti. La Sorgente riuscirà a tornare in una puntata della Stagione 8, ma con il potere dell'accelerazione molecolare di Piper, che essendo passati tre anni è molto più potente, verrà distrutta, dato che essa eliminerà il demone che l'ha richiamata in vita, annientando così anche la Sorgente.
- La Triade (stagioni 3, 8), interpretati da ?. La Triade è un gruppo di tre demoni di livello superiore che amministrano il mondo dei demoni. In un certo senso si può definire il "Potere del Trio" del male, con qualche eccezione e differenza. Una delle differenze dal Trio del bene è che i membri della Triade non sono fissi, infatti quando un componente della triade muore un altro vi entra per prenderne il posto oppure, essendo interamente costituita da demoni capaci di risorgere, il membro mancante appare come corpo non fisico. La triade minaccia il trio durante la stagione tre del telefilm mandando come minaccia principale il demone di livello superiore Beltazhor. Successivamente, dopo essere stata distrutta dal loro stesso suddito, la Triade riappare nella stagione otto composta solo da "corpi spiritici" che manovrano Christy. Essendo interamente composta da demoni superiori, la triade possiede i comuni poteri di materializzazione e di sfere di energia, e inoltre la sfera di fuoco superiore (costituita da tanti cerchi concentrici infuocati) che dimostra come la triade è inferiore soltanto alla sorgente. Nell'ottava stagione la Triade possiede le capacità di fermare il tempo di tutti. Incarnazione del male, seconda solo alla Sorgente nel soggiogare tutto il mondo demoniaco ai suoi piedi. In quanto incarnazione del male, si ricostituisce sempre, prima in forma incorporea, poi con forma corporea, in tre demoni potenti ed astuti. Trio di demoni di livello superiore dal potere collettivo potentissimo. Ha affidato a molti demoni (incluso Belthazor) il compito di uccidere le Halliwell. La Triade viene eliminata da Belthazor nell'episodio della terza stagione "Power Outage", ma ritorna nella Stagione 8 quando si serve di Christy per tentare di condurre Billie al male e distruggere le Prescelte. Poiché la Triade è l'incarnazione del male, non può mai essere eliminata definitivamente ma torna prima o poi, reincarnandosi sempre e comunque in un trio di demoni di livello superiore (paiono inoltre in grado di scegliere altri corpi, pur quando i loro principali non sono ancora stati distrutti, come dimostrato dall'esistenza di ex membri del gruppo nella Stagione 8; finché non trovano un trio di demoni continuano a restare nel piano astrale, ma anche così i demoni inferiori sono totalmente a loro asserviti. Nonostante siano demoni di livello superiore, il loro potere principale sembra solo quello di ottenere l'obbedienza della maggior parte dei demoni. Hanno un potere congiunto come quello delle sorelle, per cui eliminandone uno gli altri due s'indeboliscono notevolmente, difatti Cole si prodiga per farne eliminare uno da un altro del gruppo, prima di attaccarli. Sono di indiscussa minor importanza rispetto alla Sorgente, tuttavia via godono di quasi lo stesso rispetto e timore tra i demoni, soprattutto dopo la fine della Sorgente e di Zankou.
- Barbas (stagioni 1-2, 5-7), interpretato da Billy Drago, doppiato da Emilio Cappuccio.
È il demone della Paura. Ha il potere di conoscere le paure di ogni essere vivente e usarle per manipolarlo o provocarne la morte. Intrappolato negli Inferi, può tornare sulla Terra solo ogni 1300 anni di venerdì 13, giorno in cui ha la possibilità di liberarsi dalla sua prigionia se riesce ad uccidere tredici streghe entro lo scadere della mezzanotte, facendole morire di paura. Fortunatamente non è mai riuscito in questo intento. Appare la prima volta nella Stagione 1 e tenta di uccidere Prue e Phoebe, ma viene rispedito nel mondo sotterraneo. Ritorna nella Stagione 2 grazie all'aiuto di un uomo chiamato Bane, che lo aiuta poiché Barbas gli promette grande ricchezza, ma le sorelle del trio riescono ancora una volta a rimandarlo negli Inferi. Nella stagione 5 torna di nuovo grazie all'aiuto involontario di Paige, che togliendo i poteri a Cole li ha inavvertitamente donati a Barbas, liberandolo dalla sua prigionia. Alla fine dell'episodio le sorelle ridanno a Cole i suoi poteri demoniaci con i quali lo sconfigge. Barbas appare ancora nella Stagione 6 per aiutare Gideon a uccidere Wyatt, e, a differenza di Gideon, non viene sconfitto. Nel primo episodio della Stagione 7 Barbas, facendo leva sulle paure di Leo, lo induce ad uccidere un Anziano. Phoebe e Paige decidono così di andare a cercare Barbas negli Inferi, dove riescono finalmente ad eliminarlo.
- Tempus (stagione 1), interpretato da David Carradine, doppiato da Emilio Cappuccio.
Un demone di alto rango che può manipolare il tempo a suo piacere tramite le spirali del tempo; si può eliminare soltanto portandolo al di fuori del tempo nel quale si trova. Viene inviato dalla Sorgente per aiutare Rodriguez ad uccidere il Trio: il compito di Tempus è riportare indietro il tempo dando modo a Rodriguez di imparare dai propri errori ed uccidere tutte e tre le streghe. Fortunatamente questo non avviene grazie all'intervento di Andy che, sacrificando la propria vita, salva la vita alle sorelle. Viene sconfitto, ma non eliminato, nell'episodio 1.22 Déjà vu, con una formula che accelera il tempo e quindi annulla l'effetto del demone.
Tempus svolge anche un ruolo importante nell'episodio 3.22, Il segreto svelato. Anche se non lo si vede agire direttamente, si viene a sapere che la Sorgente di tutti i mali, pur di riparare al danno dell'esibizione della magia, sacrifica il proprio braccio destro, Tempus appunto, "anche se troppo indebolito dopo l'ultimo scontro" (rif. all'episodio 1.22). Non si deve pensare che questa azione sia leale nei confronti delle Halliwell, in quanto Phoebe, unica grazie al proprio potere di accorgersi delle spirali temporali, viene intrappolata negli Inferi e quindi le sorelle maggiori sono indifese nel momento in cui il demone Shax le attacca improvvisamente e in anticipo rispetto agli avvenimenti trascorsi nel giorno ripetutosi, uccidendo Prue e ferendo gravemente Piper.
- Shax (stagioni 3-4), interpretato da Michael Bailey Smith.
Questo demone che uccide le proprie vittime con sfere di energia è un demone di livello superiore, sicario personale della Sorgente. Appare in un vortice di vento e nel medesimo modo svanisce. Shax è il demone responsabile della morte di Prue. Viene eliminato dalle sorelle all'inizio della quarta stagione.
- La Veggente (stagioni 4-5), interpretata da Debbi Morgan, doppiata da Paola Giannetti.
Demone di livello superiore, può sparire e riapparire, ha un potere di premonizione più sviluppato di quello di Phoebe e può quindi guardare nel futuro a proprio piacimento anche senza toccare alcun oggetto; ha inoltre il potere di creare gabbie capaci di bloccare qualsiasi tipo di forza magica e non. Per secoli è stata la consigliera delle Sorgenti che si sono succedute, schierandosi sempre dalla parte del più forte, fino a che, stanca della propria posizione di sottoposta, fa in modo di manovrare Cole per far sì che egli abbia un figlio dalla strega del trio, allo scopo di impossessarsene per diventare la nuova Sorgente. Dopo aver celebrato il rito nero tra Cole e Phoebe, la Veggente somministra a Phoebe, divenuta Regina degli Inferi, una pozione per portarla ulteriormente dalla parte del male. Infine riesce a trasferire nel proprio grembo il feto di Phoebe, con lo scopo di utilizzarne gli enormi poteri oscuri per diventare la nuova Sorgente. Tuttavia durante la cerimonia dell'incoronazione essa tenta di uccidere le Halliwell tramite i suoi nuovi poteri di Sorgente, ma le sorelle si fanno scudo tramite il Potere del Trio, che respinge indietro l'attacco e crea un vortice che distrugge la Veggente assieme alla creatura che porta in grembo e a tutti i demoni presenti.
- Kyra (stagione 7), interpretata da Charisma Carpenter, doppiata da Claudia Catani.
Kira è una Veggente che aiutò Leo con le sue visioni. Chiede protezione al Trio, nonché la possibilità che gli Anziani la rendano umana, nella settima stagione: in cambio, mostra a Phoebe, con la quale stringe amicizia, il futuro di utopia promesso dalle Incarnazioni. Purtroppo, non riuscirà a soddisfare il suo desiderio di diventare umana, in quanto uccisa da Zankou.
- Zankou (stagione 7), interpretato da Oded Fehr, doppiato da Fabrizio Pucci. Zankou era un potentissimo e spietato demone, che già dall'antichità era stato flagello della Terra e del Mondo Sotterraneo, che aveva inoltre partecipato in modo puramente malvagio a diversi eventi, come le Crociate, i Massacri di settembre o aiutando la diffusione della Peste Nera. Considerato una vera e propria minaccia per le gerarchie demoniache a causa dei suoi fortissimi poteri e della sua malvagità, Zankou fu imprigionato nel Mondo Sotterraneo da una delle ultime Sorgenti per averla sfidata in una potentissima battaglia per il controllo del sottosuolo. Fu liberato da un gruppo di demoni che vedevano in lui l'unica salvezza per la propria razza, che sarebbe stata sterminata dall'arrivo delle Incarnazioni. Per contrastarle, si alleò prima con Kyle Brody, poi con Leo per far capire alle sorelle che Utopia, il mondo creato dalle Incarnazioni, era peggiore della realtà caratterizzata dalla lotta tra Bene e Male. Una volta scongiurata la minaccia delle Incarnazioni, Zankou tentò di controllare il Mondo Sotterraneo e di sottrarre alle Halliwell il Libro delle Ombre: è stato, infatti, l'unico demone a riuscire in questo intento, sfruttando i poteri di un Alchimista e risvegliando degli Innocenti che le sorelle non avevano potuto salvare. Poiché il Libro delle Ombre è legato ai loro poteri e questi ultimi alle loro emozioni, rendendo vulnerabili le Prescelte, anche il Libro si è indebolito e Zankou ha potuto impossessarsene. Usando una pozione presa dal Libro, riuscì ad impossessarsi dei poteri di Phoebe e di Piper. Fu eliminato nell'episodio 7.22 "La Fine della Magia" ("Something Wicca This Way Goes...?"), quando, una volta assorbito il Nesso nel suo corpo, le Sorelle pronunciarono un incantesimo per distruggerlo, eliminando anche Zankou. I suoi poteri sono: Teletrasporto: Zankou ha la possibilità di sparire come la sorgente oppure di viaggiare trasformandosi in un nugolo di api; possiede i poteri generali base dei demoni ossia può lanciare sfere di energia e di fuoco, telecinesi, può lanciare sciami di api dalle mani; è inoltre e telepatico. Come capacità minori Zankou è chiaroveggente, empatico (anche se in effetti riesce soltanto a risalire all'origine di un potere essendo legato alle emozioni), può cambiare forma, evocare demoni oltre a eventuali poteri base. Egli è in grado di assumere i poteri di altri esseri semplicemente uccidendoli o di prendere le sembianze di esseri altrui. I suoi poteri sono più forti di quelli di qualsiasi altro demone, nessuno escluso, perché i risultati sono paragonabili solo a quelli del demone Shax ma in scala molto, molto maggiore. Zankou è, inoltre, il più intelligente, furbo, ambiguo e astuto demone che le sorelle Halliwell abbiano mai affrontato, il demone più determinato ad ottenere ciò che desidera. È stato l'unico a mettere davvero in ginocchio le Prescelte, utilizzando la sua conoscenza del genere umano per colpirle psicologicamente (È vero, Shax ha ucciso Prue, ma poi distruggerlo con il nuovo Potere del Trio non è stato così difficile).

### Mezzodemoni
I mezzodemoni nascono da un incrocio tra un demone purosangue e un altro essere, di solito umano. Il più famoso di questi è Belthazor che ha un'anima poiché era nato dal rapporto tra un demone e un umano. Alla fine Belthazor venne eliminato ma la sua metà umana, Cole, rimase in vita. Nella stagione sei c'è un mezzo-manticora, un bambino mezzo-umano, e nella stagione sette c'è un mezzo demone che ha cercato di diventare purosangue uccidendo tutti i suoi parenti umani.

### Stregoni
Gli stregoni (Warlock, in lingua originale) sono le streghe cattive della mitologia di Streghe e nella versione originale possono essere sia maschi che femmine. Nella versione italiana, tuttavia, gli stregoni femmina vengono chiamate streghe cattive così come le streghe maschio vengono chiamati stregoni buoni. Come i demoni risiedono nel Mondo Sotterraneo. Il principale obiettivo di uno stregone è quello di uccidere una strega buona e di rubarle i suoi poteri. Gli stregoni furono i nemici principali del telefilm nella prima parte della prima stagione poi a partire dalla seconda parte della stagione furono sostituiti dai demoni.

### Mezzostregoni
I mezzostregoni nascono dall'unione tra un umano e uno stregone. Brendan Rowe era un mezzostregone. Lui non voleva diventare stregone e per evitare di diventarlo decise di farsi prete. I suoi fratelli stregoni volevano costringerlo a diventare stregone ma vennero eliminati dalle Halliwell. Per un errore dell'adattamento italiano nella versione italiana Rowe non era un mezzostregone ma un mezzodemone. Infatti il titolo italiano dell'episodio è "il demone buono" non "lo stregone buono"..

### Angeli neri
Gli angeli neri (Darkligther) sono la controparte demoniaca degli angeli bianchi, di cui sono anche i peggiori nemici.
Essi hanno il compito di uccidere gli angeli bianchi che proteggono e guidano le streghe o le creature buone per rendere queste più vulnerabili e prive di sostegno, di uccidere i futuri angeli bianchi e di diffondere il male nel mondo. Risiedono nel mondo sotterraneo e come le loro controparti buone collaborano con le forze del bene, essi collaborano con i demoni e le altre creature maligne per raggiungere i loro obiettivi; anche se a differenza degli angeli bianchi non hanno un atteggiamento protettivo verso i loro assistiti, ma sono pronti a rivoltarsi e ucciderli se conviene. Sono dotati di poteri simili a quelli degli angeli bianchi ma "invertiti" tendenti cioè al male e incentivati dall'odio: possono orbitare in un turbinio di scintille oscure (in contrapposizione alle scintille bianche delle loro controparti), possono connettersi telepaticamente con gli uomini per trovarli e influenzarli e localizzano telepaticamente gli angeli bianchi, invece del tocco guaritore possiedono il tocco mortale che distrugge coloro a cui viene applicato, (anche se nella versione alternativa del mondo magico si vede l'anziano oscuro Gideon possedere poteri curativi) possono inoltre maledire le loro vittime, attirando ogni sfortuna su di loro. Per uccidere gli angeli bianchi si servono di balestre che lanciano frecce impregnate di un veleno letale per questi ultimi. Non possono però accedere ai cieli, dove vivono gli angeli bianchi o in luoghi particolari protetti dalla magia buona, per esempio la scuola di magia. Alcuni di essi assassinano direttamente gli angeli bianchi e altre vittime innocenti, altri invece perseguitano coloro che possono divenire angeli bianchi tentando di spingerli al suicidio, cosa che li squalifica dal divenire protettori del bene. Altri seducono donne innocenti per guidarle al male e procreare esseri malvagi futuri angeli neri. Gli angeli neri non sono comunque invulnerabili, e anzi mostrano una resistenza inferiore rispetto agli angeli bianchi, possono essere facilmente eliminati con pugnali, sfere d'energia e poteri di streghe e stregoni, inoltre sono vulnerabili al loro stesso veleno che usano contro gli angeli bianchi.

### Angeli bianchi
Gli angeli bianchi (in originale Whitelighters) sono angeli protettori delle streghe. Diventa angelo bianco, dopo la sua morte, una persona che in vita è stata particolarmente retta, generosa ed altruista. Sebbene possiedano un aspetto umano, rimangono dei fantasmi con dei poteri come la possibilità di non invecchiare o la levitazione. Ai poteri di fantasma si sommano i poteri di angelo bianco che traggono forza da sentimenti positivi come l'amore. Prima di diventare un effettivo angelo bianco deve seguire alcune lezioni presso la Scuola di Magia durante le quali gli viene data la possibilità di rivedere gli errori fatti durante le vite passate.
È anche possibile, però, che una persona nasca angelo bianco se uno dei suoi genitori è un angelo bianco, anche se, secondo le regole che gli vengono imposte, questo non sarebbe permesso. Dopo la 3ª serie del telefilm, però, dopo l'unione di Piper (strega del trio) e Leo (angelo bianco protettore del Trio), questa regola viene eliminata, permettendo così il loro matrimonio e la nascita di due figli; il figlio di un angelo bianco è detto "mezzo angelo bianco", in quanto uno dei genitori è un mortale o una strega. I mezzi angeli bianchi possono ricevere incarichi tipici di un angelo bianco e quindi avere protetti da assistere. A differenza degli angeli bianchi puri, però, essi sono vivi e quindi oltre a essere particolarmente soggetti al veleno degli angeli neri, possono essere uccisi anche in altri modi.
I poteri propri agli angeli bianchi sono molteplici: Orbitazione (potersi teletrasportare in un turbinio di scintille bianche e azzurre), Levitazione (poter volare a non più di tre metri da terra), empatia (poter percepire emozioni come il dolore dei protetti o l'odio degli angeli neri), mutaformismo (poter modificare il proprio aspetto), percezione del richiamo dei protetti, capacità di parlare, leggere e scrivere in qualsiasi lingua (per poter comunicare con i propri protetti, qualsiasi nazionalità siano...) rigenesi (capacità di guarire gli innocenti feriti). C'è tuttavia da aggiungere, riguardo alla rigenesi, che questa fiamma guaritrice ha come "scintilla" l'insieme di sentimenti positivi, tra i quali spicca per importanza e forza l'amore. Ciò determina che un angelo bianco, quando cura una persona, riesce a farlo perché prova amore nei suoi confronti. Questo spiega a sua volta la ragione per cui un angelo bianco non sia in grado di curare un demone o se stesso o anche perché spesso ci siano difficoltà, da parte di un Angelo Bianco, nel guarire un innocente qualsiasi e non un proprio protetto.
I nemici "naturali" degli angeli bianchi sono gli angeli neri, le uniche creature in grado di provocare una seconda morte ad un angelo bianco (ad ogni altra forma di aggressione gli angeli bianchi sono immuni come qualunque altro fantasma). Gli angeli neri possono materializzare istantaneamente nelle loro mani una balestra e con essa scagliare delle speciali frecce intrise di un potentissimo veleno (a cui fortunatamente sono immuni tutte le creature che non abbiano il sangue di angelo bianco). Questo veleno si diffonde nel corpo con il tempo: conduce dunque inesorabilmente ad una morte lenta e dolorosa. La ferita provocata da un angelo nero può essere guarita unicamente dal potere di rigenesi, di cui sono dotati solo angeli bianchi ed Anziani.
Gli angeli bianchi fanno capo ad una comunità di persone chiamate Anziani. Un angelo bianco può diventare "Anziano".

### Gli Anziani
Gli Anziani (Elders in originale) sono i fondatori e i direttori degli angeli bianchi e sono essi stessi degli angeli bianchi di alto livello, dotati di grande saggezza ed esperienza. Risiedono nei cieli, luogo in cui nessuno può accedere tranne gli angeli bianchi ed hanno il compito di vigilare sull'umanità, facendo il possibile per scongiurare i pericoli che possono minacciare la sua incolumità e farla prosperare in pace, oltre ovviamente a dirigere la comunità magica, mantenendola nell'ordine e nel più assoluto incognito.
Gli Anziani, come si apprende dalla serie, sono stati i primi angeli bianchi che, dopo aver svolto un eccellente servizio per il bene supremo, sono saliti di grado ed hanno ammesso altre anime pure nell'ordine degli angeli bianchi divenendone così i direttori; essi sono in contrapposizione alla sorgente del male che governa gli inferi. Gli Anziani fermano le anime delle persone che in vita sono state particolarmente buone e connesse in qualche modo con il mondo magico, offrendo loro la possibilità di divenire angeli bianchi e collaborare al disegno del bene, senza imposizioni. Quando un'anima accetta questo compito, essi la investono di una nuova vita magica e dei poteri propri degli angeli bianchi (principalmente l'orbitazione, la rigenesi e la levitazione); dopo di che preparano il/la neofita a svolgere il suo compito, insegnandogli le regole da seguire e il rispetto per ogni creatura magica e non. Inoltre fanno rivedere ai novizi le loro vite passate, facendo loro notare i progressi da cui trarre ispirazione e gli errori da cui possono trarre insegnamento per evitare ciò che è sbagliato. Dopo averli preparati a dovere gli anziani mandano gli angeli bianchi a ispirare, proteggere e consigliare le streghe, i maghi e le creature magiche buone, vegliare sui futuri angeli bianchi, tenendoli al sicuro e aiutandoli nel compimento del loro destino, oltre a beneficare e dirigere gli uomini comuni, generalmente non visti. Dimostrano amore nel compiere la loro missione e nella cura delle vite umane, ma anche severità e distaccamento.
Possono divenire Anziani primi fra tutti gli angeli bianchi che si sono distinti nel compimento del loro dovere ed hanno guidato i futuri angeli bianchi verso il loro destino, le streghe e i maghi buoni che hanno più volte salvato gli angeli bianchi e scongiurato grandi pericoli e infine gli esseri umani che hanno portato un gran bene al mondo. Gli Anziani dispongono di una versione più elevata del potere degli angeli bianchi e oltre a poter orbitare, guarire, sentire telepaticamente gli altri, possono rendersi invisibili agli altri esseri magici, lanciare fulmini e creare portali verso altre dimensioni, inoltre tramite incantesimi possono innalzare barriere, proteggere e rendere inaccessibili al male luoghi e persone, togliere o ridare i poteri soprannaturali a qualcuno e anche rendere umani i demoni (se loro lo desiderano, altrimenti no).
Gli Anziani non sono invulnerabili, e lontani dai cieli (loro sede naturale) divengono esposti agli attacchi dei demoni e degli angeli neri, hanno perciò sempre bisogno della protezione delle streghe e degli stregoni buoni e di altre creature loro alleate. Hanno beneficiato varie volte dell'aiuto delle tre prescelte.

### Il Consiglio
Un Consiglio demoniaco che serviva e proteggeva la Sorgente. I membri includevano demoni di alto livello, alti prelati oscuri e incendiari. Essi comparvero alla fine della Stagione 2 quando ingaggiarono un genio per imbrogliare le Prescelte. Il Consiglio proteggeva il Grimoire, il libro della Magia Nera. Essi ricompaiono nella Stagione 4 durante la selezione della nuova Sorgente ma vengono tutti eliminati dal figlio non ancora nato della Sorgente durante l'Incoronazione della Veggente, quando il Trio fu preso prigioniero nella camera segreta dell'Incoronazione negli Inferi.

### La Fratellanza della Spina
Era una società elitaria di demoni di alto livello. Essi rispondevano direttamente alla Sorgente di Tutti i Mali, la quale ne selezionava i membri. I membri stringevano un patto di sangue, un impegno di lealtà per tutta la vita. Uno dei loro obiettivi era detenere il potere nel mondo degli umani mediante gli affari. Belthazor era un membro di questa organizzazione elitaria. Altri noti membri erano Tarkin, Klea e l'ultimo leader Vornac prima che il gruppo fosse sciolto. Un demone capace di leggere il pensiero, Raynor, era il mentore del gruppo. Raynor guidava e allenava i membri della Fratellanza prima che Cole lo uccidesse.

### I Quattro Cavalieri dell'Apocalisse
Chiaramente derivati dalla tradizione biblica apocalittica, sono personaggi inseriti in un episodio della serie a sfondo disastroso. Essi sono un gruppo di particolari demoni che rappresentano la guerra, la fame, la peste e il disordine; sono ciclicamente risvegliati dalla sorgente del male (ogni cento anni), rispondono solo a lui e solo da lui possono essere distrutti come viene ribadito nell'episodio. Nella puntata in questione si scontrano con le prescelte e si attaccano a vicenda con un Incantesimo ostile che incrociandosi all'altro prende un membro di ogni gruppo e lo porta nel limbo. In questo modo il trio è incompleto, e loro mancano del potere necessario a scatenare l'apocalisse. Solo unendo le forze le streghe potranno riavere Prudence e loro il cavaliere della guerra, necessario ai loro scopi. Ma Phoebe li attira in una trappola, 1 minuto prima della mezzanotte li invita a recitare il controincantesimo ma recita il suo in modo improprio, in tal modo libera si la sorella e Guerra, ma attira suo quattro demoni il potere della fonte e lo usa per distruggerli.

### Sorgente di tutti i mali
La Sorgente di tutti i mali è una potentissima entità demoniaca, che di volta in volta si incarna nel demone più forte; se tale demone viene eliminato, La Sorgente non muore, ma passa in un altro demone. Il suo obiettivo è quello di sconfiggere il Bene (e quindi le streghe protagoniste: le sorelle Prue, Piper, Phoebe e Paige) per poi far cadere il mondo in balia del Male. Nelle vicende del telefilm, la Sorgente continuerà a lottare finché le sorelle non la sconfiggeranno. La Sorgente è la controparte infernale degli Anziani, ed è in grado di sottomettere gli altri demoni e farli agire secondo i suoi ordini. Riceve i suoi poteri tramite un'incoronazione, dopo aver combattuto contro tutti gli altri demoni che aspirano a questo rango: negli episodi della quarta stagione si vedono le mutilazioni al viso che si è procurato nel combattimento per salire al trono. Tale incoronazione gli assicura il dominio su tutti i demoni del mondo sotterraneo. Allo scopo di ricordare ai suoi sottoposti il suo potere e la sua capacità di controllo, ciascuno di loro ha la capacità di avvertirne la sua presenza anche se morto. Il vincitore di questa battaglia deve giurare sul Libro delle Ombre demoniaco, meglio conosciuto dai demoni come il Grimoire, ottenendo successivamente tutti i poteri degli Inferi, e divenendo a tutti gli effetti il re dei demoni. L'estensione dei suoi poteri è sconosciuta, ma apparentemente senza limiti. Tra i suoi poteri vi sono quello di cambiare sembianze, di attuare psicocinesi e di lanciare sfere di energia e sfere di fuoco, in più può teletrasportarsi "con le fiamme" segno di grande potenza demoniaca. Nei vari episodi si viene a sapere che nel corso dei secoli la Sorgente si è sbarazzata di chiunque potesse minare il suo predominio: ha infatti bandito i vampiri (episodio 4.18, Mordimi!), sterminato i maghi (episodio 4.19, Il Grimoire), imprigionato un demone gigante (episodio 4.21, Piccolo diavolo) e Zankou (episodio 7.10, Visione dal futuro). Inoltre bandí il demone Kourzon dagli inferi; demone a detta di Piper potente quasi quanto la sorgente stessa. Fin dalla seconda stagione la Sorgente si manifesta come un'oscura presenza che agisce dietro le quinte, attraverso gli ordini che impartisce ai suoi sottoposti, ma si vede per la prima volta solo nell'episodio finale della terza stagione, Il segreto svelato, nel quale incarica il demone Shax di eliminare le streghe del Trio, e questi riesce ad uccidere Prue. Nel primo episodio della quarta stagione, Il ritorno del Trio (1ª parte), la Sorgente manda Shax ad uccidere Paige, la sorellastra di Piper e Phoebe di cui esse ignoravano l'esistenza, in modo da impedire che il Potere del Trio venga ricostituito, ma stavolta il demone fallisce e nell'episodio successivo, Il ritorno del Trio (2ª parte), le sorelle riescono ad eliminarlo. Così la Sorgente si impossessa del corpo del ragazzo di Paige, Shane, allo scopo di plagiare Paige e portarla dalla parte del male. La ragazza però sceglie la via del bene e si unisce alle sue sorelle ricostituendo il Potere del Trio. Nell'episodio 4x13, Lo scrigno, la Veggente, da sempre al servizio della Sorgente, ha una premonizione in cui vede le Halliwell uccidere il suo signore, e lo avverte del pericolo. La Sorgente decide di sconfiggere le prescelte con qualsiasi mezzo e così, rompendo un antichissimo accordo tra bene e male si impadronisce dello scrigno che contiene il Vuoto, una forza potentissima in grado di assorbire ogni tipo di magia, e lo usa per impossessarsi dei poteri di Piper e Paige. La Veggente però ha una visione del futuro in cui vede tutto il mondo della magia, sia buono che malvagio, annientato dal Vuoto, così dopo aver tentato inutilmente di convincere la Sorgente a rimettere lo scrigno al suo posto decide di fermare il signore del male. Stringe quindi un accordo con Cole e lo convince ad assorbire nel proprio corpo il Vuoto: ciò gli dà la possibilità di impossessarsi dei poteri della Sorgente e salvare le prescelte, che tramite il Potere del Trio e con l'aiuto dell'intera generazione Halliwell riescono ad eliminare la Sorgente. Quindi la Veggente e Phoebe sigillano di nuovo il Vuoto, e Piper e Paige riacquistano i loro poteri. Le sorelle credono di aver finalmente annientato la Sorgente, ma non è così: in realtà proprio Cole è divenuto la nuova Sorgente, facendo di nuovo prevalere il suo lato oscuro. Phoebe ignara di ciò che è successo accetta di sposarlo, ed egli segretamente fa in modo che il matrimonio venga celebrato da un sacerdote oscuro: così anche la sposa viene contaminata dal male. Poco dopo Phoebe rimane incinta e il bambino che porta in grembo manifesta fin dall'inizio enormi poteri demoniaci; la strega finisce per abbandonare le proprie sorelle e seguire Cole negli inferi, dove diventa la regina. Tuttavia alla fine la vera natura di Phoebe finisce per prevalere e dopo essere ritornata dalla parte delle sue sorelle le aiuta suo malgrado ad uccidere Cole. La Sorgente però si trova ora proprio nella creatura che Phoebe porta in grembo, e i suoi poteri sono talmente forti che lei non riesce a controllarli. La Veggente, decisa a diventare la nuova Sorgente, si impossessa della creatura di Phoebe e la trasferisce nel suo grembo, ma anche lei fatica a controllarne i poteri. Durante la cerimonia dell'incoronazione a nuova Sorgente, la Veggente ha previsto di usare come sacrificio umano proprio le Halliwell, che ha imprigionato in una gabbia dalla quale è impossibile uscire; quando però usa i suoi poteri su di loro, esse si difendono con il Potere del Trio, che respinge indietro i poteri della Veggente/Sorgente, distruggendo sia lei che la creatura che porta in grembo, e tutti i demoni presenti. Per la prima volta la Sorgente non è passata nel corpo di un altro demone, ma è stata annientata (episodio 4x21, Piccolo diavolo). Nell'episodio 8x04, Desperate Housewitches, la Sorgente torna per l'ultima volta. Un demone infatti si impossessa della mamma capoclasse dell'asilo del piccolo Wyatt, riuscendo così a conquistare la fiducia del bambino, e poi usa gli enormi poteri del piccolo per resuscitare la Sorgente. Questa volta ad eliminarla sarà Piper, che farà esplodere il demone evocatore, provocando di conseguenza anche la distruzione della Sorgente.

### Nemici minori
AbraxasDemone che vive in una dimensione astrale che fisicamente coincide con la soffitta di casa Halliwell: per questo riesce a rubare il Libro delle Ombre. Difatti il libro è protetto da un incantesimo che rende impossibile farlo uscire dalla casa, ma egli riesce ad impossessarsene perché lo porta nella sua sfera, che materialmente si trova dentro la casa. Sfoglia le pagine del Libro a partire dall'ultima, annullando, man mano che arriva all'inizio, tutti gli incantesimi e le formule usate dalle streghe, riportando così in vita demoni e stregoni già distrutti e costringendo le sorelle ad affrontarli di nuovo. È molto pericoloso, in quanto, se dovesse arrivare alla prima pagina del Libro, dove c'è la formula per ottenere il potere del Trio, l'annullerebbe e i poteri sarebbero per sempre suoi. Viene sconfitto con una formula e con la forza del potere del Trio.
AndrasLo spirito del Furore utilizza la rabbia come portale per impossessarsi delle proprie vittime fintantoché esse avessero compiuto un atto di violenza. Nonostante la rabbia abbandoni le vittime dopo che l'atto violento è stato commesso, la violenza di solito era funzionale ad un più grande disegno, rendendo Andras un potente nemico. Lo Spirito del Furore utilizza la propria abilità per scatenare guerre che durano decenni e modificando interi continenti. In più, a causa dell'insidiosa natura del suo lavoro, Andras difficilmente può essere individuato.
AntonUn warlock che amava P. Russell, (la vita precedente di Phoebe Halliwell) negli anni venti e che la spinse contro le proprie cugine, P. Baxter (la precedente incarnazione di Piper) e P. Bowen (la Prue del passato), e tornò (episodio 2x14, Il fascino del male) per riunirsi con il proprio passato amore. Phoebe e P. Russell si scambiano le anime nell'anniversario dell'omicidio di P. Russell per salvare Phoebe dal raggiungerlo nell'aldilà. Anton venne sconfitto definitivamente da Prue, Piper e Phoebe.
AntosisUn demone che agiva con Imp Master per uccidere i buoni samaritani e distruggere il vicinato per reclamarne il territorio.
ArnonUn demone capace di percepire un grande potere.
ArpieUn'Arpia è un demone di basso livello con acuminati artigli e con il potere di lanciare scariche elettriche dalle dita. Le Arpie sono immuni ai poteri delle streghe ad eccezione del Potere del Trio.
BansheeÈ un demone che si ciba di anime che soffrono, nutrendosi ogni notte. Uccide le prede urlando: emette dei suoni talmente acuti che non sono percepibili dall'orecchio umano. Sente la tristezza interiore e si concentra sul dolore emanato dalla persona sofferente. L'urlo della Banshee (che può essere udito soltanto dai cani e che riesce a infrangere i vetri) provoca la morte in quanto fa esplodere i vasi sanguigni della vittima. Le Banshee erano delle streghe: il loro urlo ha il potere di far diventare le streghe come loro. Se una strega appena trasformata in Banshee (come è accaduto a Phoebe) uccide anche solo una persona, rimarrà nella forma demoniaca per sempre.
BacarraStregone proveniente dal futuro quasi indistruttibile grazie alla sua vasta conoscenza di antichi rituali e formule magiche latine. Tuttavia viene sconfitto da Piper Halliwell con il sacrificio delle sue sorelle che tornano in vita quando Piper ritorna nel passato.
Black HeartUn demone femmina che una volta lavorava con Paul Haas ad un piano per rapire le Prescelte. Essa rapisce dei teenager utilizzando le loro emozioni e paure, e li libera in uno stato mentale confusionale.
BoskUn sinistro demone di ballo livello che attacca sparando alle proprie vittime dardi luminosi. Può essere sconfitto con una pozione costituita dai seguenti ingredienti: mandragola, semi di acacia nera tostati, asclepias involucrata e convolvolo.
BurkeUn demone cacciatore. Utilizza cristalli magici e contenitori criogenici. Questo demone è capace di congelare istantaneamente e conserva le proprie prede congelate come trofei.
Il Cavaliere NeroPotente demone di alto livello legato alla leggendaria spada Excalibur, viene tradito da Mordaunt ed eliminato da Piper Halliwell. I suoi poteri sono: teletrasporto, sfere di energia, telecinesi, evocazione, e immobilizzazione molecolare.
Conte RogetIl Conte Roget era il proprietario del Cabaret Fantome. 106 anni fa fece un patto con un demone, a causa di un rovescio economico. Quando il club bruciò uccidendo tutti coloro che erano all'interno, persone buone e cattive morirono. Né le anime buone né quelle cattive poterono muoversi poiché tutti erano vincolati l'un l'altro. Erano bloccati nei loro rispettivi aldilà, ignari del proprio destino. Uno di essi, George, poté impossessarsi di Mike e chiedere aiuto. Normalmente la soluzione sarebbe stata quella di separare le anime buone da quelle cattive rompendo il patto con il demone. Comunque, in questo caso il demone venne sconfitto. Quando Roget possedette il corpo di Drake le Prescelte poterono fare una pozione e separare il corpo dall'anima, ponendo fine alla possessione e liberando le anime.
CreoUn demone che serviva Doomain e Christy Jenkins. Egli sacrificò sé stesso per non parlare e tradire Doomain, Christy e la Triade, quando le Streghe gettarono su di lui l'incantesimo della Verità.
CrytoIl demone della vanità. Può ridare la giovinezza e la bellezza perdute con un gesto della mano, così come può fare l'opposto, trasformando le persone in polvere in un attimo. Nel XVI secolo Cryto viaggiava per il Ducato offrendo gioventù e bellezza, ma a caro prezzo: in cambio chiedeva le anime di coloro ai quali restituiva la gioventù. Un gruppo di tre streghe cercò di fermarlo e lo scuoiarono vivo, pensando che questo avrebbe evitato un suo possibile ritorno. Tuttavia il demone non venne realmente sconfitto, ma ridotto ad uno Stato incorporeo, giacendo dormiente finché Gail Altman (una vecchia amica di nonna Penny) e due sue amiche, al fine di riavere la loro giovinezza, lo evocano dentro un involucro di pelle da loro confezionato. Il demone riesce ad ottenere il potere del trio, ma le tre sorelle riusciranno ad eliminarlo e a riavere i loro poteri grazie ad una formula magica nel Libro delle Ombre scritta da una loro antenata.
CroneCrone è una demone di livello superiore, introdotta per la prima volta nell'episodio Primi pericoli in cui uccide due demoni parassiti. I suoi poteri principali sono chiaroveggenza, potere del fuoco, teletrasporto e altri poteri demoniaci non specificati ma distruttivi, come l'evocare una tempesta di polvere per eliminare il demone parassita. Frequenta la comunità del Mercato Nero Demoniaco, nella quale le sue opinioni sono tenute in grande considerazione. Nella Stagione 5 ha una visione del futuro di Wyatt, predicendo che sarebbe stato molto potente. In seguito, nell'episodio La perdita dei sensi, prova a rubare i sensi alle Halliwell in modo da arrivare abbastanza vicino a Wyatt per usare i suoi poteri in modo da ottenere una visione sul suo futuro; le sorelle riescono però ad eliminarla.
È interpretata da Grace Zabriskie.
DalvosDemone-umano impegnato in finanza. Tenta di appropriarsi di un'azienda uccidendo il cugino e facendone ricadere la colpa sui genitori di Billie ma viene eliminato dalla sua "Tata" dopo che Piper, con le sue sembianze, si accusa dell'omicidio del cugino di fronte alla stampa.
DamienViene inviato da Gideon per uccidere Leo Wyatt.
DantalianAlta sacerdotessa degli Inferi. Essa concedeva grandi poteri a coloro che univa in matrimonio. Inducendo una delle Prescelte a sposare lo Stregone Zile, Dantalian avrebbe guadagnato una influenza su di lei e le sue sorelle, volgendole al male, e ottenendo anche il Libro delle Ombre. Essa viene sconfitta dal Trio.
DemonatrixAssassine molto abili e di notevole abilità combattiva.
Demone dell'IllusioneIl suo scopo è quello di spargere violenza nella società. Fa questo infiltrandosi nei film horror. Questo demone può anche rendere vivi i personaggi dei film. Per questo porta fuori dal film due personaggi per uccidere le Prescelte, ma Phoebe scopre come eliminarli. Il demone viene eliminato quando Prue lo intrappola nel film preferito di Phoebe: "Uccidilo prima che muoia".
Demoni BambiniI Demoni Bambini sono demoni di alto livello. Questi bambini possono essere estremamente pericolosi perché i loro poteri crescono con essi. L'unica cosa che li può distruggere è il "Nulla". Dopo essere stati liberati dal furgone del Gelataio, essi vengono di nuovo imprigionati grazie a Prue e a Victor.
Demoni BrutiDemoni di alto livello con straordinaria forza fisica. Essi lavorano da soli, generalmente fracassando i crani delle proprie vittime. Alcune pozioni sono efficaci per sconfiggerli ma i Bruti spesso si camuffano quando attaccano.
Demoni CacciatoriVedi Zotars sotto
Demoni CamaleontiDemoni mutaforma, spie capaci di assumere qualsiasi sembianza. Possiedono l'abilità di vedere e sentire perfino quando assumono forme di oggetti come ad esempio una lampada; e sono capaci di rigenerare istantaneamente ogni danno fisico. Oltre a questi poteri, i Camaleonti sono telecinetici.
Demoni CreeperDemoni che vivono nelle ombre.
Demoni del MercurioDemoni che possono generare potenti esplosioni di energia termale.
Demoni della VelocitàPotenti esseri che possono muoversi ad altissima velocità. Fieri, solitari, aggressivi e con una velocità tale che sono molto difficili da scoprire e combattere. Comunque, distruggerli è possibile... si faccia bollire della radice di mandragola, ali di colibrì, occhi di salamandra e Sagan's Strings.
Demoni LazarusDemoni di alto livello capaci di risorge dalle proprie ceneri, a meno che i loro resti non siano seppelliti in terra consacrata. Una sfera di fuoco, l'accelerazione molecolare e perfino una spada possono ridurli in cenere, ma assai rapidamente risorgono. I demoni Lazarus appaiono come dei mortali ma possiedono una forte abilità telecinetica e di teletrasportarsi. Più a lungo un demone Lazarus sta lontano da un cimitero più forti diventano i suoi poteri.
Demone PossessoreUn demone che "rileva" e possiede le sue vittime, tenendole sotto il suo completo controllo. Il Possessore viene sconfitto dal capo delle creature demoniache che al momento è un avatar.
Demoni RattoI Demoni Ratto possono trasformarsi e trasformare gli umani in ratti. Hanno a che fare con gli umani come Andrew Wike, che ricicleva denaro sporco per i demoni. Possono creare una banda di energia rossa che usano per strangolare le vittime e sono superveloci.
DoganDemone di alto livello con poteri telecinetici. Ha l'abilità di assorbire l'essenza di altri esseri magici e impossessarsi dei loro poteri uccidendoli.
DoghulDemone che elimina altri demoni per impadronirsi dei loro poteri. Sarà eliminato da Billie.
DoomainDemone istigatore, alleato di Christy e servitore della Triade, che tenta di irretire Billie e di metterla contro il Trio. È stato l'amico immaginario di Billie e Christy da bambine. Lancia un incantesimo sulle Prescelte per indurle ad agire egoisticamente e quindi a farsi odiare dalla comunità magica. Viene finalmente eliminato nell'ultimo episodio da Piper.
Dragone stregoneDemone capace di volare e lanciare fuoco dalla bocca.
DrasiIl demone dell'odio, nemico di tutti i Cupidi.
EamesStregone che da tanti anni uccide streghe buone per impossessarsi dei loro poteri. Elimina un Angelo Nero per rubargli la balestra con la quale uccidere tutti gli Angeli Bianchi e tutti gli Anziani in modo che tutte le streghe buone non abbiano più difese. Il suo tentativo fallisce perché viene eliminato dalle sorelle dopo dure lotte.
Ecate, Regina degli InferiEcate appare nell'episodio 6 della Prima Stagione, "The Wedding from Hell", con il nome di Jade D'mon, ed è una demone che ritorna sulla Terra ogni 200 anni. Suo obiettivo primario è trovare un innocente, soggiogarlo, e sposarlo con nozze religiose. Indi rimanere incinta, in questo modo il bambino avrebbe l'aspetto esteriore di un normale bambino, ma internamente sarebbe un puro demone. L'incantesimo di Ecate può essere spezzato solo con una dichiarazione di vero amore, come quando Allison, la promessa sposa del suo obiettivo Elliot Spencer, dichiara il suo amore per lui. Ecate e le sue demoniache ancelle vengono poi eliminate dal Trio usando un pugnale italiano del XIV secolo chiamato poignard che porta l'iscrizione, "Non avrò riposo finché il demone non sarà eliminato".
ElkinUn demone che può aumentare il terrore negli esseri umani fino a provocarne la morte. È in grado anche di muoversi a velocità ultranaturale.
Enkol & SokolDue tribù rivali di demoni. Gli Enkol possono rendersi invisibili. Gli Enkol sono guidati da Malvoc e Vassen, che ingannano Piper e Leo per indurli ad eliminare l'intera tribù dei Sokol.
Executioner DemonsDemoni mercenari che servono un alto ufficiale con la loro conoscenza demoniaca.
FurieMitiche donne-demone dalla faccia di cane che agiscono come giudice, giuria e boia nei confronti di chiunque considerino malvagio e provano una grande gioia ad uccidere. Quando focalizzano i pensieri su qualcuno, lo costringono ad ascoltare le urla delle loro precedenti vittime. Il fumo delle Furie può uccidere i malvagi ma nelle persone buone apre la porta dell'aggressività latente, si fortifica e consuma la loro umanità fino a trasformarle in Furie. Le Furie si teletrasportano sparendo in una nuvola di fumo.
Nel terzo episodio della Stagione 4 trasformano Piper in una di esse, percependo la sua furia latente per la morte di Prue. Tuttavia Phoebe e Paige salvano e riportano a casa la sorella.
GammillConosciuto anche come il Collezionista. Gamill possiede una piccola bacchetta di metallo capace di emettere raggi di energia con due distinte funzioni: un lampo blu che riduce le dimensioni delle persone e delle cose, e un lampo rosso in grado di disintegrare. Possiede abbastanza abilità e potere per creare dei Golem con la creta. Gammill venne maledetto in modo da apparire brutto fuori così come era brutto dentro, portandolo a creare dei Golem con il suo aspetto di una volta per sedurre giovani donne e portarle nella casa. Una volta catturate, le vittime vengono ridotte di dimensioni, coperte di creta e cotte in forno per una macabra collezione di statuette. Gamill viene eliminato dal Trio dapprima volgendo contro di lui la sua stessa bacchetta magica e poi mediante una formula magica con il potere del Trio.
GithUn demone capace di creare realtà alternative.
Goon, IlUn demone alleato di Creo. Si sacrifica insieme a Creo per non dire nulla sulla Triade, Christy Jenkins e Doomain quando il Trio gli getta l'incantesimo della Verità.
GrimlocksDemoni che rubano la vista di innocenti fanciulli, e la usano per vedere l'aura delle persone buone che poi assorbono uccidendole. Appaiono una volta nella Stagione 1, e poi ancora ad Halloween nella Stagione 3.
GuardianiDemoni che proteggono i criminali.
Hawker DemonsDemoni mercanti che vendono articoli magici al Mercato Nero Demoniaco.
L'IncantatriceUna strega capace di manipolare gli elementi e le forze oscure, era la vita passata di Paige vissuta durante il Medioevo. Per diventare regina decise di concepire un figlio dal principe per poi ucciderlo e diffondere la magia nera nel regno, ma il suo piano fu sventato dalle sorelle Halliwell. I suoi poteri principali erano la telecinesi, il vento, i fulmini e la creazione di portali d'acqua che la portavano in altri tempi e realtà.
La figura di questo personaggio è ispirata alla Fata Morgana.
JavnaJavna si nutre una settimana ogni anno, rubando la forza vitale di un giovane, evocando il potere nero dell'Occhio Malvagio guadagnando eterna giovinezza.
Jerik & IsisJerik è un demone egizio, noto per i suoi rituali di mummificazione. Può smaterializzarsi trasformandosi in sabbia e ricombinarsi. Dal momento che i sacerdoti dell'epoca non avevano il potere di eliminarlo, Jerik fu mummificato. Isis, una strega malvagia, pronunciò una formula magica e lo liberò. Essi si innamorarono, ma Isis fu uccisa dai nemici di Jerik. Da quel momento Jerik tentò di trovare un nuovo corpo per Isis, ma i corpi non resistevano a lungo. Il Libro delle Ombre riporta un resoconto delle sue attività a partire dal Medio Oriente. Ciò che Jerik cerca è una strega con sufficiente potere magico che eviti la corruzione del corpo, per ospitare l'anima di Isis, mediante una formula magica che separa il corpo dallo spirito ospitato.
Jeremy BurnsÈ stato il fidanzato di Piper Halliwell. In realtà è uno stregone malvagio e sta con lei nell'attesa che le vengano dati i poteri in modo da appropriarsene. È il primo nemico eliminato dal Trio.
JinnieJinnie è una demone che fu costretta a diventare il genio della bottiglia. Viene liberata da Phoebe Halliwell e con l'esercito di Bosk va alla ricerca della città perduta di Zanbar. Viene poi re-imprigionata nella bottiglia.
JulieJulie è il demone assistente di Cole Turner. Viene mandata dalla Veggente per sedurre Cole ma fallisce il compito. Viene uccisa da Phoebe per aver tentato di rovinare la sua famiglia.
KaiaKaia è un demone Kieran che lavora per Cole Turner, prendendo le sembianze di Phoebe per ingannare le sorelle Halliwell e tenerle al di fuori dei suoi affari. Kaia viene eliminata da Phoebe.
KatyaDemone mutaforma che una volta serviva alcuni Signori Oscuri. Tenta di liberare i Mali del Mondo aprendo il Vaso di Pandora e uccidendone la custode. Viene eliminata da Paige Matthews.
Kazi DemonsDemoni servitori del re Kazi, connessi strettamente ad esso. Se il re muore, l'intero clan dei demoni muore anch'esso.
KeatsDemone di alto livello servitore di Cole quando diviene la Sorgente di Tutti i Mali. Tenta di stringere un'alleanza con la Regina dei Vampiri. Il suo potere è quello di lanciare sfere di energia e di sparire. Viene ucciso da Cole.
KelmanCapo dell'Accademia dei Demoni ha il potere di generare mortali sfere metalliche con lame, che sfidano la gravità e sono comandate dal pensiero, muovendosi a grande velocità. Come demone di alto livello è immune alla stasi molecolare. Nel mondo degli umani Kelman è un uomo d'affari e usa la sua posizione per trovare umani in stato di bisogno e reclutarli. Le sorelle Halliwell, con l'aiuto di Tom Peters, sconfiggono Kelman, impalandolo con una delle sue sfere.
Krychek DemonsDemoni di basso livello, servono i loro padroni negli Inferi e possono essere identificati dal tatuaggio particolare del Clan.
KurzonDemone di livello superiore nemico della Sorgente. È stato bandito dagli Inferi dopo una fallita insurrezione. Kurzon comanda una fazione demoniaca ed è un demone molto forte, capace di rigenerarsi, scomparire e lanciare sfere di energia. Ciò non gli evita di essere eliminato dalle Prescelte con il Potere del Trio.
Leo (in un Incubo)Una proiezione malvagia che Wyatt crea dai suoi sogni. Viene mandato a rapire Wyatt e portarlo nell'esatto punto in cui Leo uccide Gideon.
LibrisUna razza di demoni la cui missione è evitare che i mortali possano provare l'esistenza del male. Fanno questo uccidendo tutti coloro i quali riescono a trovare qualche prova. Appaiono come uomini anziani e hanno carnagione grigia. Questi demoni possiedono il potere di aprire dei portali teletrasportatori e di creare delle falci dal nulla. Il metodo preferito per uccidere è quello di decapitare le vittime con le falci.
Lord DysonUn demone che era un malvagio barone ai tempi di Lady Godiva. Si nutre del dolore dei contadini e aumenta il suo potere mediante soppressione delle emozioni. Ha il potere dilanciare sfere di energia.
LitvakDemone di livello superiore che possiede molti poteri. Litvak usa un tipo di telepatia che gli consente di leggere le menti, comunicare telepaticamente e avvertire "essenze" psichiche residuali. Questo gli permette di localizzare e comunicare con le persone semplicemente attingendo alla loro essenza in un luogo dove sono state, e anche di percepire gli eventi accaduti in un luogo. Litvak mostra anche il potere d'immolare oggetti con un tocco, ed è immune dai "trucchi da salotto delle Streghe". Quest'ultimo potere significa che è immune all'abilità di fermare il tempo, ma non è chiaro se è immune a tutti i poteri delle streghe, sebbene questo sembri il suo caso. Litvak lavora direttamente per la Sorgente ed è in grado di comunicare con lei attraverso una palla di fuoco sovrannaturale. Diversi demoni inferiori sono al suo servizio, avendone grande timore.
LukasInizialmente era un mortale, la cui pena per essere stato consumato dal peccato è stata diventare il detentore della scatola dei sette peccati capitali dopo la morte. Il suo compito è infettare gli innocenti col peccato, portandoli così alla distruzione, e poi di condurre le loro anime al male. Lukas possiede l'abilità di teletrasportare se stesso e gli altri, il potere di distruggere i suoi demoni emissari a suo piacimento, come pure un sesto senso per individuare a quale peccato un essere sia predisposto e il controllo mentale sulle palle di peccato, riuscendo a farle levitare e a direzionarle. Lukas è anche l'unico essere con il potere di rimuovere un peccato da qualcuno una volta infettato. Lo sconfiggere Lukas significa rimuovere tutti i peccati dalle persone infettate, un'impresa che un'orgogliosa Prue Halliwell e le sue sorelle portano a termine infettando lo stesso Lukas con molti peccati in una sola volta e facendolo cadere nel Buco Senza Fondo del Tormento Eterno.
LudlowDemone di livello superiore che dirige un'accademia dove gli incendiari vengono allenati per diventare guardie della Sorgente. Ha i poteri di telecinesi, palle di energia, invisibilità, evocazione, stasi molecolare, l'abilità di tramutarsi in elettricità per spostarsi, apparendo e scomparendo sotto forma di un fulmine, e la capacità di resistere alle fiamme e all'accelerazione delle particelle. Quando vuole Ludlow può anche congelare qualcuno emettendo un colpo di freddo.
ManticoresI Manticores sono demoni del vizio con poteri sovrannaturali quali forza e velocità, possiedono artigli velenosi e l'abilità di "luccicare" (una specie di teletrasporto). Hanno un aspetto da rettili e comunicano con grida in toni acuti. I Manticores tendono a viaggiare in branco e hanno sangue giallo, una loro peculiarità tra tutti i demoni della serie. A volte si congiungono agli umani per dar vita a degli ibridi, così sono in grado di amalgamarsi. Dopo il concepimento uccidono il loro compagno e crescono i figli come uno di loro.
MasselinDemone che stringe patti coi mortali. In cambio di sacrifici umani, Masselin rende ricca e potente la persona con cui si è accordato. Gli innocenti che ottiene finiscono divorati e consumati per la loro anima. Non è possibile distruggere il demone senza aver prima liberato coloro che ha intrappolati nel corpo.
Mediatori di poteriDemoni che commerciano in poteri. A volte usano le persone per immagazzinare i poteri fino a quando non trovano un compratore. Gli esseri umani posseduti da un potere demoniaco diventano confusi, impauriti, paranoici, violenti, indemoniati e poi muoiono se il potere non viene rimosso. Il potere può essere tirato fuori con una pozione o da un demone mediatore di poteri.
NantaUn demone che scambia i bambini alla nascita, li protegge e li conduce ad alte cariche per ottenere un punto d'appoggio nel mondo umano.
Il NegromanteArmond, il Negromante, ha il dominio sui morti e usa il suo potere su di loro per assorbire il loro spirito e ottenere una temporanea iniezione di vita. Armond è il fantasma di un demone che era stato sconfitto. È stato amante delle nonne di Piper Phoebe e Paige. Non possiede più poteri propri, ma nutrendosi delle anime di esseri magici morti, ne trae vita temporanea. La durata dell'incantesimo dipende dalla forza dello spirito.
NecronNecron è un Essere Scheletrico che si libra tra la vita e la morte. Questo demone ha il potere di incenerire qualsiasi creatura vivente per alimentare la sua vitalità. Queste forze vitali rubate sostengono Necron per centinaia di non-vita, sebbene egli abbia bisogno di disponibilità illimitate di essenze vitali per evitare un ulteriore decadimento.
NovakDemone che tenta di rubare il Bastone Sacro per distruggere il Ciclo Eterno dello Zodiaco Cinese. Sarà eliminato dall'azione congiunta del Trio e di Billie.
NoxonDemoni di bassa lega utilizzati da Leo per compiere esperimenti di eliminazione nella Scuola di Magia: a tale scopo Leo li rende ineliminabili (tuttavia essi vengono sconfitti per qualche momento nel quale si possono mandare sul piano astrale, dove il tempo non scorre, e perciò condannandoli ad una eliminazione temporanea). Tuttavia Billie e Christy con il loro immenso potere riescono ad annientarli.
L'OrdineCulto demoniaco che rappresentava la forza più potente fino alla sconfitta del suo leader. Sono convinti che il loro leader si sia reincarnato in Wyatt.
Ordo MalorumA capo delle legioni demoniache, questi generali conducono la guerra contro le forze del Bene. Per ascendere nella gerarchia dei demoni devono catturare e conquistare le streghe che proteggono gli innocenti e il valore del Bene. I servi di questi generali (conosciuti anche come Demoni di secondo livello) possono essere identificati dall'armi che portano.
Orin & CreeOrin è un demone cacciatore di Nomadi che ha l'abilità di identificarli dalle persone ordinarie. Ha un solo figlio, Cree, che come lui è un demone cacciatore di nomadi. Per riuscire a bloccare Orin dall'uccidere la loro specie, un gruppo di Shuvanis combina i suoi poteri per renderlo cieco, in modo da non poter più identificare i nomadi. Cree, per vendicarsi, inizia ad andare in cerca degli Shuvanis per privarli degli occhi e trovare il mistico "Occhio Malvagio" in grado di ridare la vista di suo padre, facendogli ottenere nuovi poteri. Cree viene sconfitto dal Trio e Orin da Eva Niccolai.
ParassitiI Parassiti succhiano nuovi poteri magici da altri. Hanno assorbito il potere di Paige, quando questa stava cercando i demoni che avevano cercato di uccidere Wyatt. I Parassiti hanno messo una ricompensa per qualsiasi demone avesse catturato Wyatt e per questo, dopo aver trovato Paige, Piper e Phoebe hanno iniziato a distruggere ogni demone che incontravano. Dopo ciò un demone profeta di nome Chrone ha approvato un legge per proibire che qualsiasi demone andasse dietro a Wyatt perché la comunità malvagia ne avrebbe sofferto più di quanto ne avrebbe guadagnato.
Paul HaasPaul Haas è un demone di livello superiore in grado di tirare palle d'energia.
PhantasmsQueste creature possiedono le persone malvagie, rendendole più forti e più cattive. Vengono usate da Barbas per mettere a in pericolo le sorelle Halliwell.
PhinksUn demone posseduto dai Phantasms.
RaynorRaynor, capo della Fratellanza della Spina e vecchio mentore di Cole. È alla ricerca di un potente amuleto in grado di proteggere le streghe. Solo il più malvagio tra i demoni ha il potere di portarlo via. Quando le due metà di questo saranno rimesse assieme, attraverso un incantesimo l'amuleto è in grado di salvaguardare il potere e rendere i demoni invincibili.
Il Re degli SchiaviDemone che riduce in schiavitù altri demoni. Sarà eliminato da tre demoni donna, ex-schiave, impadronitesi temporaneamente del potere del Trio.
Rex Buckland e Hannah WebsterStregoni che uccidono i proprietari della casa d'aste Buckland (dove lavorava Prue Halliwell) e prendono il loro posto. Rex possiede il potere della proiezione astrale. Vengono eliminati dalle Halliwell nell'episodio della prima stagione "Il furto del diadema".
Vengono interpretati dagli attori Neil Roberts e Leigh-Allyn Baker.
ReinhardUn demone che ha occhi neri e un tatuaggio distintivo sulla fronte. Quindici anni prima ha rapito Christy Jenkins. Viene congelato da Burke.
RodriguezRodriguez è un demone della Prima Stagione che si è infiltrato tra gli umani come ispettore di polizia. Con l'aiuto di Tempus, il demone del tempo, tenta di uccidere tutte e tre insieme le Streghe tornando indietro nel tempo ogni giorno. La prima volta viene uccisa Phoebe, poi sia Phoebe che Piper, ma ogni volta viene fermato da Prue prima di riuscire a ucciderla. La terza volta le sorelle, avendo ormai capito il suo piano, riescono a distruggere prima Tempus e infine Rodriguez. Tuttavia, Andy Trudeau viene ucciso nel frattempo e si sacrifica per salvare le Halliwell.
Sacerdoti OscuriSacerdoti che officiano sulla Terra e negli Inferi matrimoni oscuri.
SaleelDemone serpente/rettile. Come demone di livello inferiore Saleel è abbastanza elusivo. Ha poteri di telecinesi e uccide strangolando. Trama per ottenere potere negli Inferi uccidendo folletti e rubando il loro oro per portare la fortuna dalla parte dei demoni. Viene distrutto da un meteorite.
SargonUn demone che commercia in anime, come Zahn.
SarpedonDemone della velocità nemico delle Incarnazioni e alleato di Zankou.
TuathaPotente strega dalle grandi conoscenze, fu sconfitta alcuni secoli prima da un umano prescelto che poté usare la bacchetta della strega contro lei stessa, egli poté però solo imprigionarla, mentre il compito di distruggerla fu assegnato ad un suo discendente..
Tuatha viene ridestata nel presente da alcuni esploratori in una grotta, essa, dopo averli dati in pasto al suo serpente, va alla ricerca della sua bacchetta, che finisce nelle mani delle Halliwell. Sebbene Leo le conduca dal prescelto, essendo questi solo un ragazzo si fanno carico le sorelle di sconfiggerla, mentre Leo sa che è impossibile e addestra il ragazzo ad usare la bacchetta. Tuatha infine priva il trio dei loro poteri e risulta immune alle loro pozioni, ma quando il prescelto ottiene finalmente la bacchetta, riesce a distruggere definitivamente la malvagia strega.
Tuatha è una delle streghe più potenti mai viste nella serie, sembra immune alle pozioni, sa come privare le altre streghe dei propri poteri e ha una polvere magica che usa per spostarsi in qualunque luogo, per rimpicciolire le persone e per strappare loro il cuore; dispone inoltre di un proprio libro magico ricco di incantesimi e maledizioni di ogni genere. Risultava l'unica antagonista della serie in grado di sconfiggere il potere del trio originale.
TrokMostruoso demone a due teste che genera onde con la sua voce, inoltre può essere convocato solo quando si trova sullo stesso piano dimensionale.
VaklavIl demone con la macchina fotografica che imprigiona le sue vittime in un collage fotografico. Viene eliminato dal Trio.
ZahnDemone di livello inferiore che organizza aste demoniache. In palio mette anime umane in cambio dei poteri degli stessi demoni. Viene eliminato da Phoebe e Piper con una pozione.
ZiraDemone capace solo di smaterializzarsi. Odia gli uomini sia umani che demoni.

## Artisti ospiti
Molti personaggi famosi o giovani attori poi diventati famosi hanno avuto delle partecipazioni straordinarie, delle comparse, o dei ruoli ricorrenti in più puntate, come ospiti speciali negli episodi di Streghe.

### Attori ospiti
Tra le varie Guest star apparse nelle varie stagioni di Streghe troviamo:
Leslie Grossman, Janice Dickinson, Agim Kaba, Amy Adams, Tobin Bell, Zachary Quinto, Arnold Vosloo, Ashley Tisdale, David Carradine, Billy Zane, Oded Fehr, Michael Weatherly, Kenny Scarle, Bethany Joy Lenz, Dax Griffin, Kathryn Joosten, Cheryl Ladd, Bruce Campbell, Eric Dane, Charisma Carpenter, Kerr Smith, Robert Englund, Scout Taylor-Compton, Coolio, Branscombe Richmond, Melissa George, Marisol Nichols, John Cho, Nick Lachey, Jenny McCarthy, Antonio Sabàto Jr., Ron Perlman, Misha Collins, Rachelle Lefèvre, Greg Estle, Christina Milian, Adrian Paul, Stephanie Beacham.

### Cantanti ospiti
Molti cantanti o complessi celebri sono apparsi nel telefilm, per lo più cantando al "P3", che è stato introdotto nella seconda stagione.
- Dishwalla
- The Cranberries
- Janice Robinson
- Goo Goo Dolls
- Paula Cole
- Barenaked Ladies
- Paul van Dyk
- Snake River Conspiracy
- Marvelous 3

- Idol
- Fastball
- Orgy
- Dave Navarro
- Rebekah Ryan
- The Flaming Lips
- Michelle Branch
- Beth Orton
- Pat Benatar

- Smash Mouth
- Loudermilk
- Steadman
- Ziggy Marley
- Andy Stochansky
- The Donnas
- Collective Soul
- Liz Phair